# Rute
Rute es un municipio español de la provincia de Córdoba, Andalucía. Cuenta con una población de 9765 habitantes (INE 2024). Su extensión superficial es de 132,1 km² y tiene una densidad de 74,02 hab/km². Se encuentra situada a una altitud de 635 m sobre el nivel del mar y a 94 km de la capital provincial. Fue declarado Municipio Turístico por la Diputación Provincial de Córdoba en junio de 2020, siendo del primero de la provincia.
Tiene como patrona a Nuestra Señora del Carmen Coronada, y como patrón al Santo Ángel Custodio. Existe también una muy arraigada devoción por Nuestra Señora de la Cabeza Coronada.

## Toponimia
El origen del topónimo de Rute es incierto, estando sujeto a varias teorías e hipótesis. Según el médico e historiador especialista en al-Ándalus Antonio Arjona Castro, "Rute" puede derivar del nombre de una villa romana o bien un vicus (pequeño asentamiento) judío que podría haber existido en este lugar en época visigoda, ya que el vocablo "Rut" es un antropónimo de raíz hebraica, que puede significar "belleza" o "visión de belleza". No se sabe si tras la invasión islámica del 711 hubo en este lugar una pequeña aljama judía, que habría estado situada en el camino que comunicaba Lucena con Granada por Loja. Tanto Granada (hasta la gran matanza de 1066) como Lucena fueron dos de los principales asentamientos de población judía durante la Edad Media. 
En todo caso, el nombre empleado para designar este lugar durante la dominación musulmana parece haber sido "Rut".
Con la reconquista cristiana, que, tras varios cambios de manos entre castellanos y granadinos nazaríes, es definitiva a partir de 1433, se impone el nombre de Rute. Recordemos que hasta mediados del siglo XVI se refería al asentamiento de marcado carácter defensivo existente en el hoy llamado Rute el Viejo. Durante el siglo XVI empieza el traslado de la población al actual núcleo de Rute, que durante algunas décadas se llamará Villanueva de Rute para evitar confusiones con la ubicación que se fue abandonando paulatinamente. Sin embargo, el total abandono de Rute el Viejo ya a finales de aquel siglo hace que el actual núcleo urbano se conozca simplemente como Rute, cayéndose del uso tanto oficial como cotidiano de la partícula "Villanueva". 

## Historia

### Prehistoria
Se desconoce cuándo se asentaron los primeros humanos en el territorio que hoy ocupa el término municipal de Rute, pero investigaciones arqueológicas realizadas a durante la segunda mitad del siglo XX hallaron varios asentamientos dispersos a lo largo del arroyo de las Herras-Río de la Hoz desde su nacimiento hasta el embalse de Iznájar, así como en varios puntos del recorrido del río Anzur y la Sierra de Rute. En la Cueva de la Negra se han hallado restos de asentamientos correspondientes al Neolítico (5000-3000 años a. C.), así como del Calcolítico (1700-1100 a. C.) en Las Fraguas y el Camorro de la Isla. A falta de ulteriores investigaciones, se puede suponer que el desarrollo de la población en este territorio siguió pautas similares a las del sur de la península ibérica, con el establecimiento de poblaciones sedentarias gracias al paso de una economía predadora (basada en la caza y la recolección de frutos silvestres) a otra de tipo ganadera y agrícola.
Es de suponer que el actual territorio de Rute recibió cierto grado de influencia, siquiera superficial y periférico de la cultura argárica (2200-1550 a. C.), con epicentro en la actual provincia de Almería, que constituyó la primera sociedad conocida de tipo urbano y estatal del Mediterráneo occidental. 

### Antigüedad
Si bien Rute se halla situado en la que fue área de influencia secundaria de la civilización tartésica (siglos XII-V a. C.), con epicentro en el Golfo de Cádiz, es probable que esta ejerciera cierta influencia material y cultural en la población de este territorio. Tras el fin abrupto del mundo tartésico, por lo menos de sus expresiones estatales, emerge la cultura íbera, que en Rute da muestras de gran arraigo, siendo que los arqueólogos han identificado un poblado posiblemente fortificado en las cercanías de la aldea de Zambra. Rute se halla ubicado en lo que fue la frontera oriental entre la Turdetania y la Bastetania, dos de las regiones más desarrolladas de Iberia, gracias al legado de la cultura tartésica y al influjo fenicio que irradiaba desde Gadir (Cádiz) y Malaka (Málaga). Si bien algunos autores dudan de su adscripción regional entre turdetanos y bastetanos, las recientes investigaciones arqueológicas e históricas, así como las fuentes clásicas, tienden a considerar que el actual territorio de Rute estaría habitado por gentes de cultura bastetana.

Con la llegada de Roma a finales del siglo III a. C., cambió para siempre la historia de actual territorio ruteño y de toda la península ibérica. En el contexto de la segunda guerra púnica (218-201 a. C.) librada entre Roma y Cartago, las dos grandes potencias del Mediterráneo occidental de la época, las legiones romanas desembarcaron en 218 a. C. en la colonia focense de Emporion, en el noreste de la Península, para enfrentarse a las tropas cartaginesas de Aníbal que amenazaban con invadir Italia. La llegada de las primeras tropas romanas al actual territorio de Rute se debió de producir tras la batalla de Ilipa (206 a. C.), cuando los cartagineses fueron expulsados del sur de Hispania por las tropas de Escipión el Africano. Tras esta victoria, los romanos empezaron a asentarse en el territorio y a tejer alianzas con los pueblos locales. Entonces empezó un profundo proceso de romanización, que en esta zona de la península fue particularmente rápido e intenso, a pesar de algunos episodios de resistencia indígena debido a los abusos cometidos por los legados de Roma, siempre demandantes de soldados, comida y dinero. 

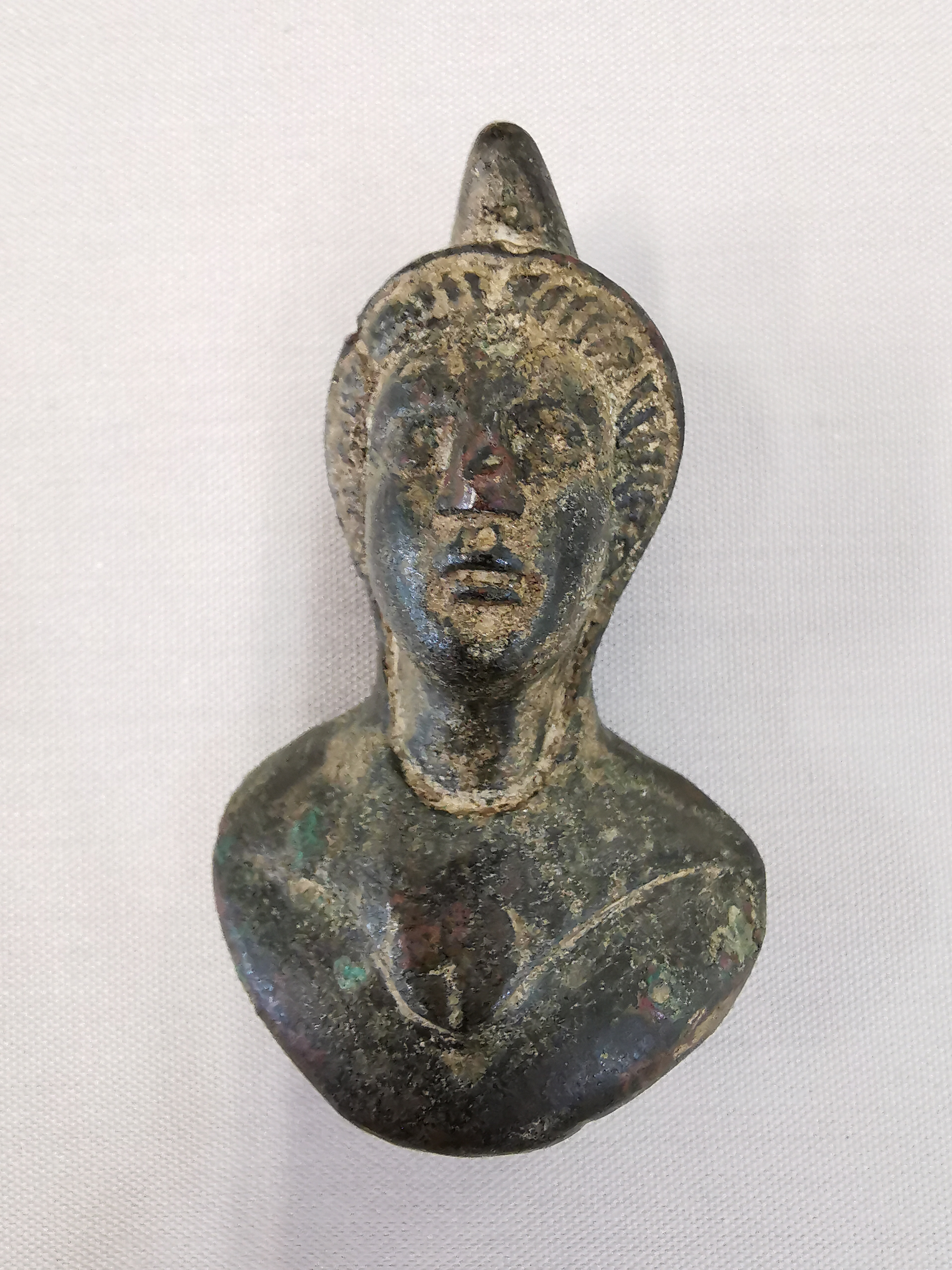
Cabeza de estatuilla de Atis hallada en Cisimbrium. Museo Arqueológico y Etnológico de Córdoba.

Con la división de Hispania en dos provincias (la Ulterior y la Citerior) en 197 a. C., la zona que hoy ocupa el municipio quedó encuadrada en la Ulterior. De manera gradual pero intensa, la cultura romana fue arraigando en este territorio, desde la rápida adopción de la lengua latina a la religión y costumbres del Lacio, desde donde probablemente fueron también llegando familias de colonos que ayudaron a profundizar y acelerar el proceso de romanización. A pesar del arraigo de la cultura romana, los procesos de incorporación plena al marco legal de Roma fue más lento. A finales del siglo I d. C., Plinio el Viejo menciona en su Historia Naturalis la existencia de un oppidum stipendiarium (poblado fortificado que pagaba tributo) de los bastetanos en Cisimbrium (la actual Zambra). Con la división provincial de Hispania realizada en 27 a. C. bajo el principado de Augusto, Cisimbrium quedó encuadrada en la provincia de la Bética, con capital en Corduba, pero dependiente del conventus astigitanus (con cabeza en Astigi, la actual Écija), una de las subdivisiones político-administrativas de la provincia. Con la concesión de la ciudadanía latina (antesala de la romana) a los hispanos en 73 d. C. por parte del emperador Vespasiano, Cisimbrium fue elevado al rango de municipio de derecho latino, lo que suponía que en pocas generaciones la práctica totalidad se ciudadanos libres del municipio gozarían del estatuto de ciudadano romano, no así, por tanto, la población esclava. Se sabe que a finales del s. I d. C., Cisimbrium contaba con un foro donde se hallarían la curia (edificio donde se reunía el gobierno local), varios templos y numerosas estatuas, sufragadas por uno de sus ciudadanos, C. Valerius Valerianus.
Durante sucesivas campañas arqueológicas llevadas a cabo durante el s. XX, se han encontrado restos de algunas villas, así como de estatuillas, como la de Atis, deidad oriental estrechamente vinculada al culto a la diosa Cibeles. En junio de 1950 se hallaron restos de quince viviendas, en las que apareció una figurilla del dios Baco, además de monedas de oro, plata y bronce, pinturas, terracotas, ánforas, cerámica de varios tipos y restos de mosaicos y varios utensilios de uso agrícola, entre otros objetos.
Además de Cisimbrium, en el resto del territorio del actual municipio de Rute se han encontrado restos de un molino de aceite y de hornos de época romana en El Pamplinar e Isla Mezquita. Una vez prensada la aceituna en estos molinos, probablemente se transportaba el oleum hacia algún puerto fluvial del Genil, y de ahí a Hispalis (Sevilla) y Gades (Cádiz), para cargarse en grandes embarcaciones con destino a Ostia (el puerto de Roma) u otros puertos principales del imperio, dado que el aceite de la Bética era el más apreciado del mundo romano. En total, se estima que en actual territorio de la Subbética cordobesa hubo unos 18 molinos de aceite.

### Edad Media
En paralelo al desmoronamiento del Imperio romano occidental a lo largo del siglo V, y en parte a causa de ello, se asentaron en Hispania varios pueblos de origen germánico que, tras guerrear contra las autoridades romanas y entre sí, se fueron haciendo con el control político de la Península. El más poderoso de ellos fue el visigodo, que había entrado en Hispania en 427 para expulsar a otros pueblos bárbaros a cambio de tierras, acabando por establecer su propio reino, con capital en Toledo a partir de mediados del siglo VI. Si bien se calcula que unos 100.000 visigodos se pudieron haber instalado en Hispania, la población de la península seguía siendo de cultura romana y religión cristiana, cuyas formas, salvo en lo político, fueron adoptando los pueblos invasores. Poco se conoce del poblamiento de Rute en época visigoda, si bien se conoce que la población de Cisimbrium siguió existiendo. Investigaciones recientes apuntan a la probabilidad de que en Zambra haya existido una basílica cristiana a partir del siglo VI. Se cree también muy probable la presencia de habitantes de religión judía, que se detecta en la Bética ya en época romana.

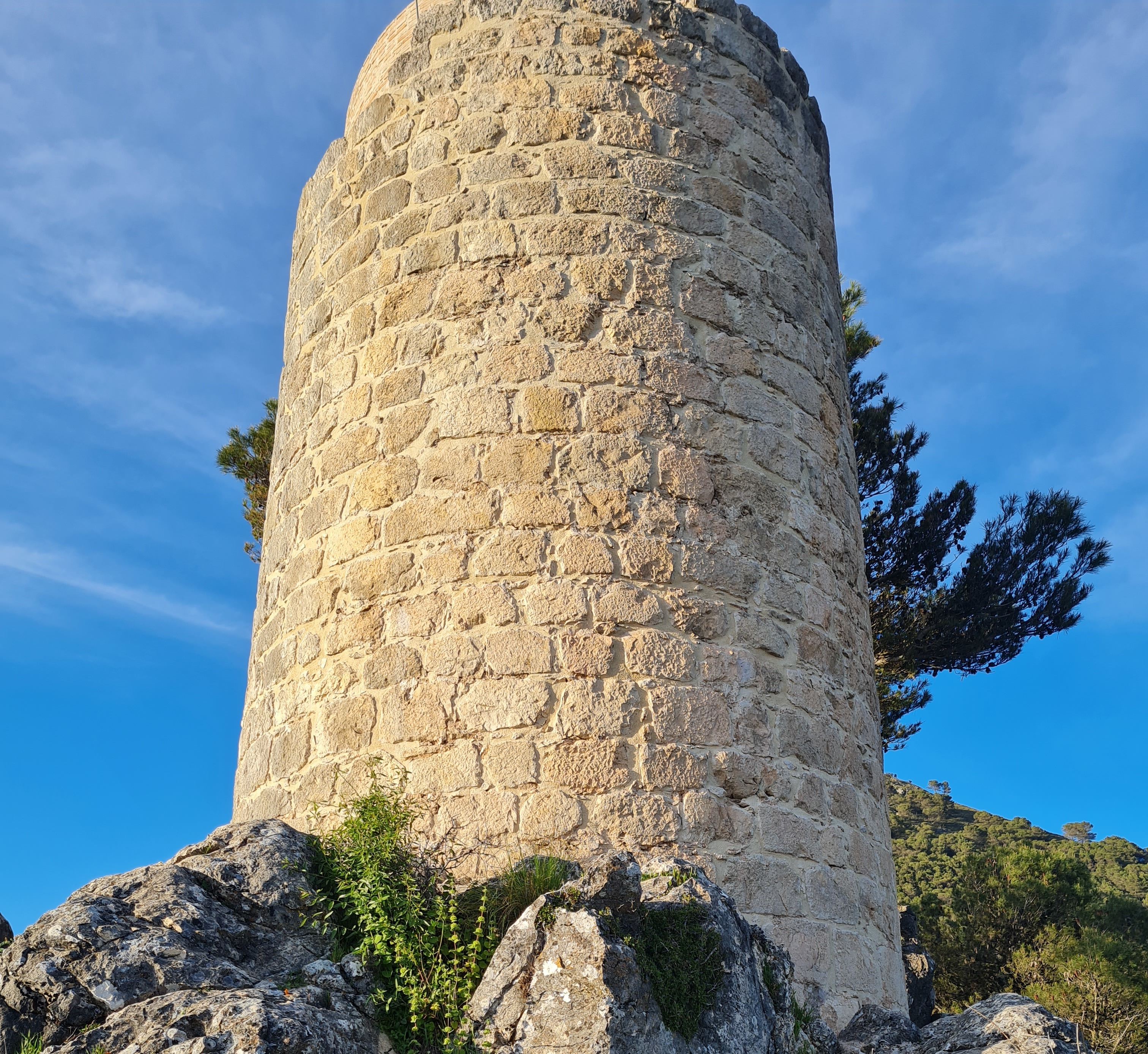
Torre vigía conocida como El Canuto (1347).

A partir de la invasión musulmana de Hispania de 711, en algún momento indeterminado se asentó población alrededor de Rute el Viejo, sin despoblarse por ello totalmente Zambra. La zona en que se enclavaban dependía de la Cora de Rayya (con capital primero en Archidona y posteriormente en Málaga) en época del Califato de Córdoba, siendo sujeta posteriormente a los imperios almorávide y almohade y pasando a depender brevemente del Reino nazarí de Granada. Es poco lo que se conoce de la población de Rute, pero es de suponer que la población cristiana (llamada mozárabe, al estar bajo dominio islámico) fue adoptando paulatinamente la religión y costumbres islámicas (manteniendo cierto substrato cultural hispanorromano), debido a la presión y persecución a que era sometida por la sharía y por parte de los dominadores musulmanes, especialmente con la llegada de versiones muy rigoristas del Islam procedentes del Magreb a partir del siglo XII de la mano de almorávides y almohades. En el sur de al-Ándalus, la comunidad mozárabe prácticamente desapareció, debido en parte a la asimilación forzosa a la comunidad islámica y en parte a la emigración hacia los reinos cristianos del Norte huyendo de la persecución religiosa. 
Tras la victoria cristiana en la batalla de Las Navas de Tolosa (1212), se aceleró el proceso de reconquista del sur de la Península (la Restitutio Hispaniae), al quedar expedito el valle del Guadalquivir a las tropas castellanas. En 1240, Rute fue reconquistada por Fernando III el Santo, iniciándose una etapa de casi dos siglos marcada por constantes cambios de mano al estar situada en la frontera entre castellanos y granadinos. En 1315 volvió a caer en manos musulmanas, pasando de nuevo a dominio cristiano en 1341 en tiempos de Alfonso XI. Para tratar de consolidar la conquista, los castellanos construyen en 1347 la torre atalaya de El Canuto, en el Cerro Hacho, como punto avanzado de la fortaleza de Rute el Viejo, que sin embargo volvió a caer en manos islámicas en abril de 1369.

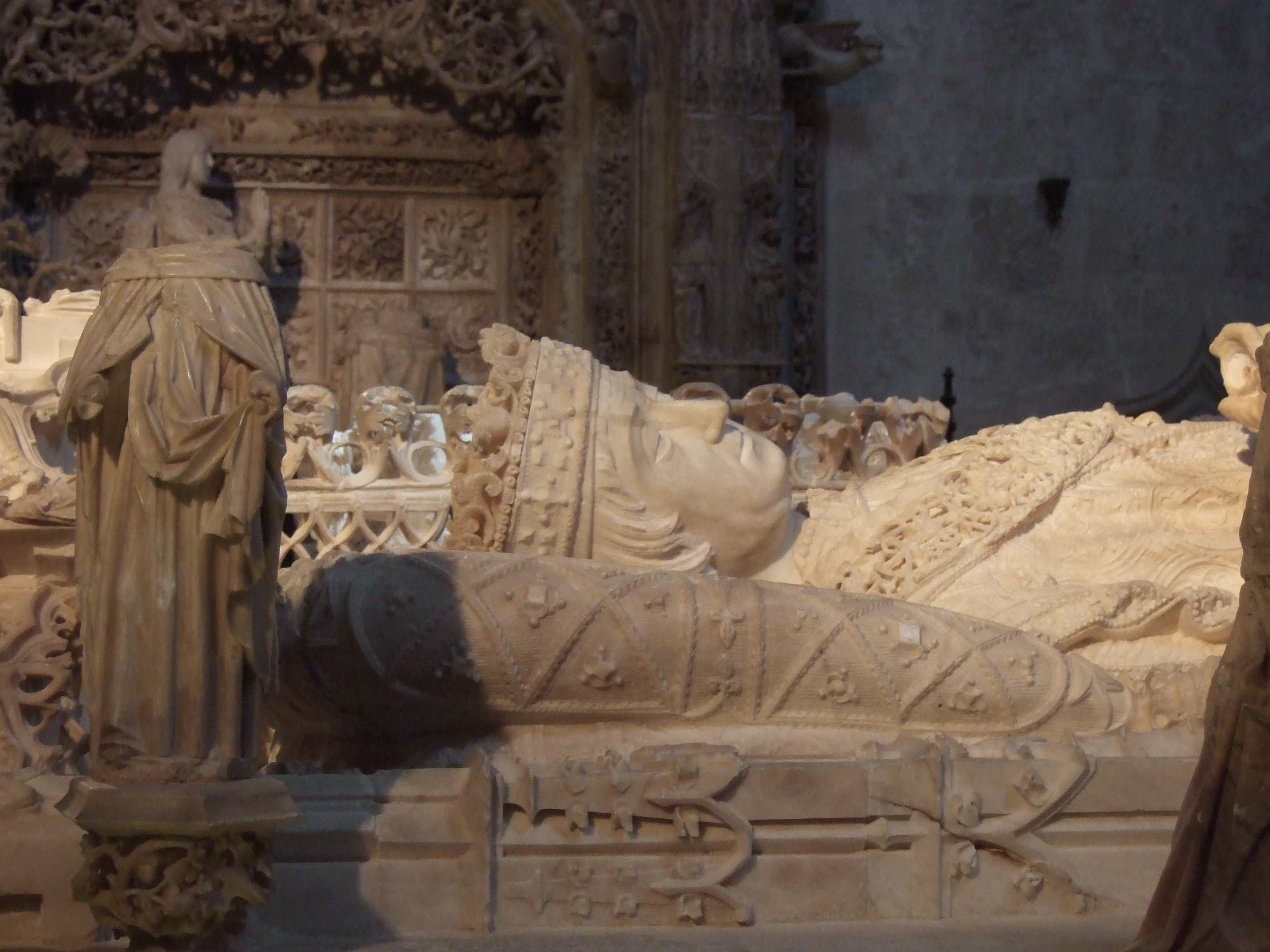
Detalle del sepulcro del rey Juan II (Cartuja de Miraflores, Burgos), bajo el que se produjo la reconquista definitiva de Rute por parte de los cristianos en 1433.

La reconquista definitiva de Rute el Viejo para los cristianos se produjo en 1434 o 1435, durante el reinado de Juan II, quien la otorga en señorío a su doncel Ramiro Yáñez de Barrionuevo (o Barnuevo) el 18 de noviembre de 1434. Para consolidar la conquista, se fue expulsando extramuros a la población musulmana, siendo necesario traer población cristiana leal a la nueva situación. Para atraer nuevos pobladores a una tierra de frontera, constantemente amenazada por las incursiones de los musulmanes del Reino Nazarí de Granada, Juan II decidió otorgar a los futuros pobladores de Rute los mismos privilegios recogidos en el fuero de Alcalá la Real. De este modo, se empezaron a instalar en Rute el Viejo familias cristianas procedentes de otros puntos del Reino de Córdoba, así como de Soria, Segovia y otros lugares de Castilla.
Durante la guerra civil entre Enrique IV y el infante Don Alfonso (1465-68), el señor de Rute apoyó a este último, por lo que el monarca revocó la donación otorgándosela en 1466 a Diego Fernández de Córdoba, señor de Baena y primer conde de Cabra, por la ayuda prestada en la toma de Écija. Fue en ese momento cuando Rute pasó a depender de la Casa de Cabra, bajo cuyo control se mantuvo hasta la abolición de los mayorazgos en 1812. A diferencia de las tierras de realengo, sometidas directamente a la jurisdicción del Rey, en los mayorazgos era el señor feudal el encargado de nombrar las instituciones de gobierno local y de impartir justicia.

### Edad Moderna
A lo largo de los primeros lustros del siglo XVI se configuró Rute en su actual emplazamiento, quedando abandonada desde entonces la antigua población y erigiéndose los primeros barrios (llamados "collaciones") de la actual en un lugar algo menos escarpado y tortuoso que el de la primitiva fortaleza. A partir de este momento comenzó la repoblación del lugar y el traslado de Rute el Viejo a su actual ubicación, que reuniría mejores condiciones debido al mal estado de conservación de la antigua fortaleza por los continuos ataques de cristianos y musulmanes. A la nueva ubicación se conoció durante décadas como Villanueva de Rute, en la que se instalaron familias procedentes de otros lugares del Reino de Córdoba y de la Corona de Castilla, pero también de Portugal, como indica la existencia de la calle Portugueses (hoy Juan Crisóstomo Mangas), o Portugalejo, en Zambra. 

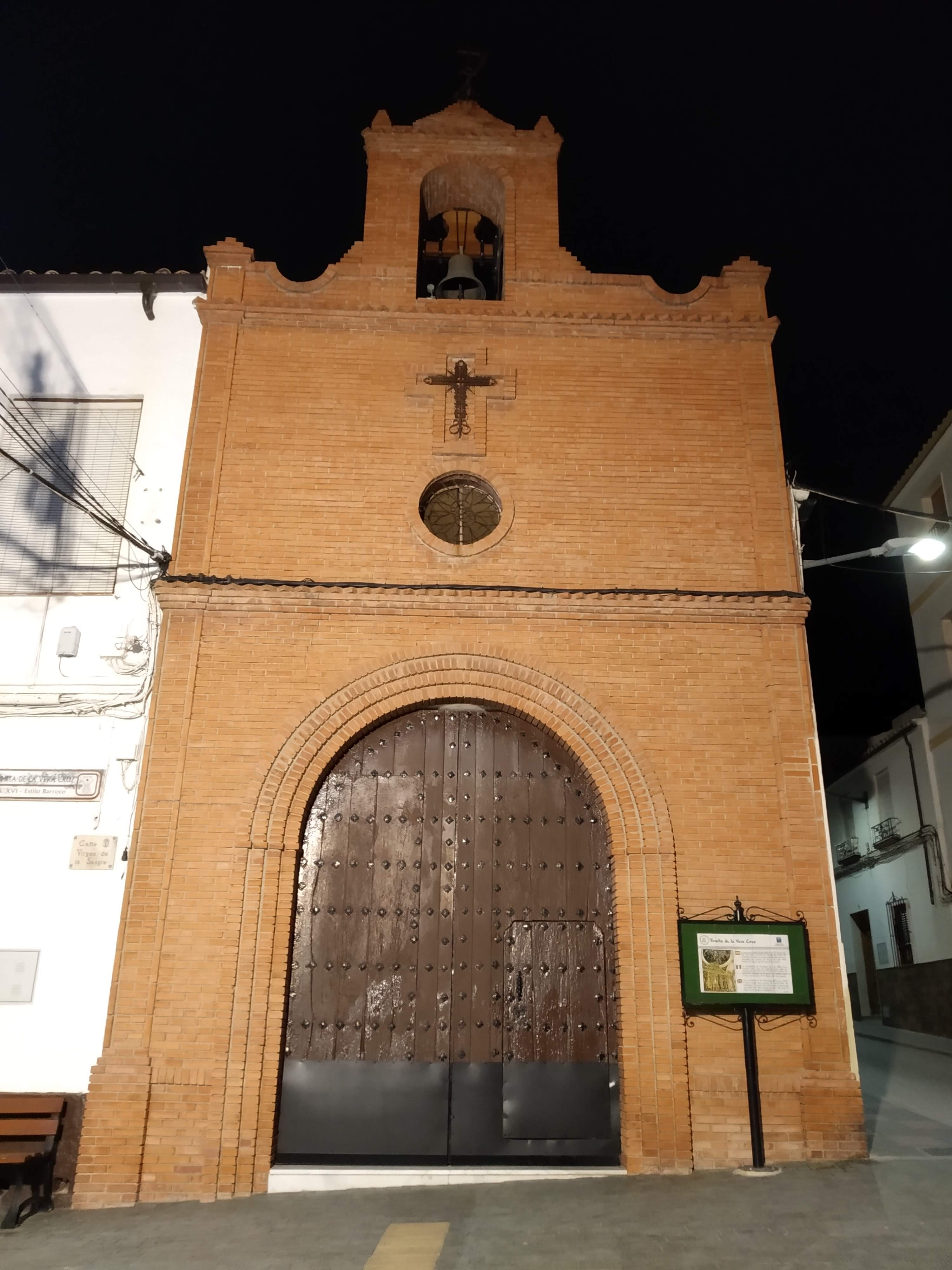
Ermita de la Vera Cruz

La segunda mitad del siglo XVI es el de la plena consolidación de Rute. Con una población que ronda los 2500 habitantes, cuenta con ayuntamiento, ordenanzas municipales, pósito (que surte de grano a los agricultores), y en 1564 se le concede el derecho a organizar una feria de ganado, que sirve para fomentar el comercio con las poblaciones vecinas. Debido a la orografía se consolidan dos núcleos de población, el barrio alto (popularmente conocido como "Barribarto") y el barrio bajo ("Barribajo"). En el primero se asientan las familias vinculadas a los trabajos agrícolas y artesanales, mientras que en el segundo residen las familias propietarias de la tierra, formándose dos realidades económicas, sociales y culturales ciertamente diferenciadas.

A nivel religioso, la primera parroquia de Rute, dedicada a Santa Catalina, se crea en 1497 como abadía de los Fernández de Córdoba, a la que se suma poco tiempo después la cercana Ermita de la Vera Cruz. No obstante, el crecimiento demográfico del Barribarto genera la necesidad de crear un nuevo centro religioso en la zona alta de la villa. Así, por lo menos desde 1584 está documentada la existencia de una ermita dedicada a la Virgen de la Cabeza, cuyo origen es probablemente anterior, debido a que la cofradía que la venera existía ya en 1555. La Parroquia de Santa Catalina se mantuvo como el centro de la vida religiosa del Barribajo, en el que se instaló en 1692 el Santuario de la Virgen del Carmen, de gran devoción en esta zona de la villa.

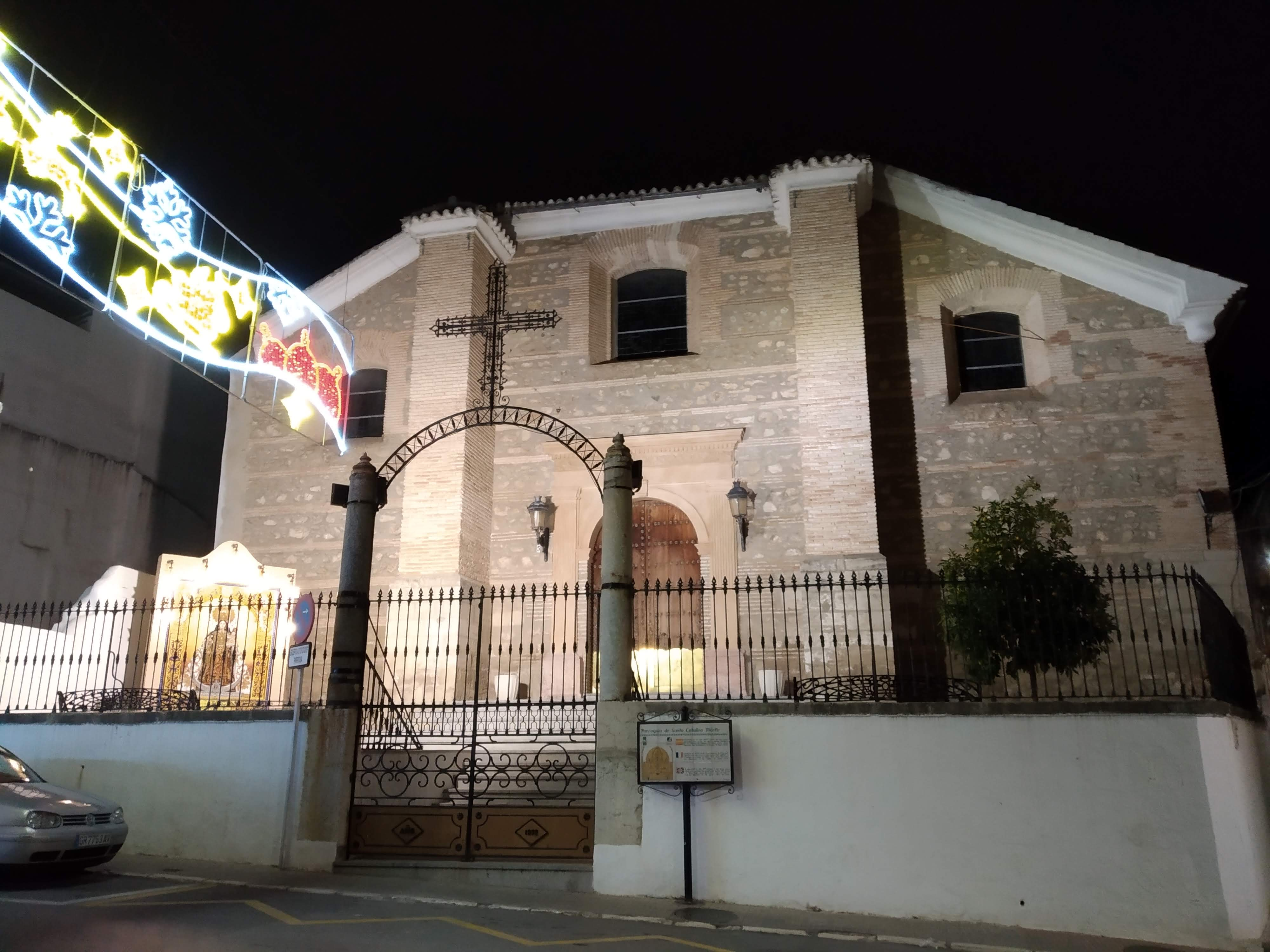
Parroquia de Santa Catalina

En una época de gran efervescencia cultural en toda España, en esta época destacó en Rute la figura de Francisco Fernández de Córdoba, más conocido como Abad de Rute, por ser el señor de la localidad. Fue un humanista formado en Granada e Italia, además de gran amigo y partidario del gran poeta cordobés Luis de Góngora. La obra más reconocida del Abad de Rute es la Didascalia múltiplex (1615), miscelánea del saber erudito del Siglo de Oro.
Debido a la necesidad de hombres para las muchas guerras en las que se vio envuelta la Monarquía de España durante los siglos XVI y XVII, varios ruteños sirvieron en los ejércitos y la armada de los reyes de la Casa de Habsburgo. Uno de ellos, Francisco García Roldán, soldado de galeras, fundó en 1700 el Hospital de la Caridad de Cartagena, destinado a acoger a los enfermos procedentes del servicio de galeras, habitualmente compuesto por penados. 

La colonización de América no parece haber sido un factor de atracción considerable para los habitantes de Rute, si bien en el Archivo General de Indias de Sevilla se conserva alrededor de una docena de solicitudes de paso a las Indias, principalmente de miembros de la pequeña nobleza y clérigos. Algunos ruteños, sin embargo, sí hicieron las Américas. En el siglo XVIII, Alfonso de Castro Hurtado y Aguayo (1732-1799), nacido en una familia hidalga, ingresó en el Ejército, alcanzando el empleo de teniente del arma de caballería. A mediados de siglo ejerció de gobernador de Sutiaba, una comunidad indígena sita en la Capitanía General de Guatemala. Tras regresar a Rute, se desposó con su sobrina Manuela Ibáñez y Castro. Al morir sin descendencia en 1797, dejó sus bienes en usufructo a su esposa, tras cuyo fallecimiento (acaecido en 1813) debían servir para crear un hospital para pobres curables, que vino a reemplazar el antiguo hospital de San Sebastián. Tras muchos pleitos, el Hospital de Alfonso de Castro se estableció definitivamente en 1835.

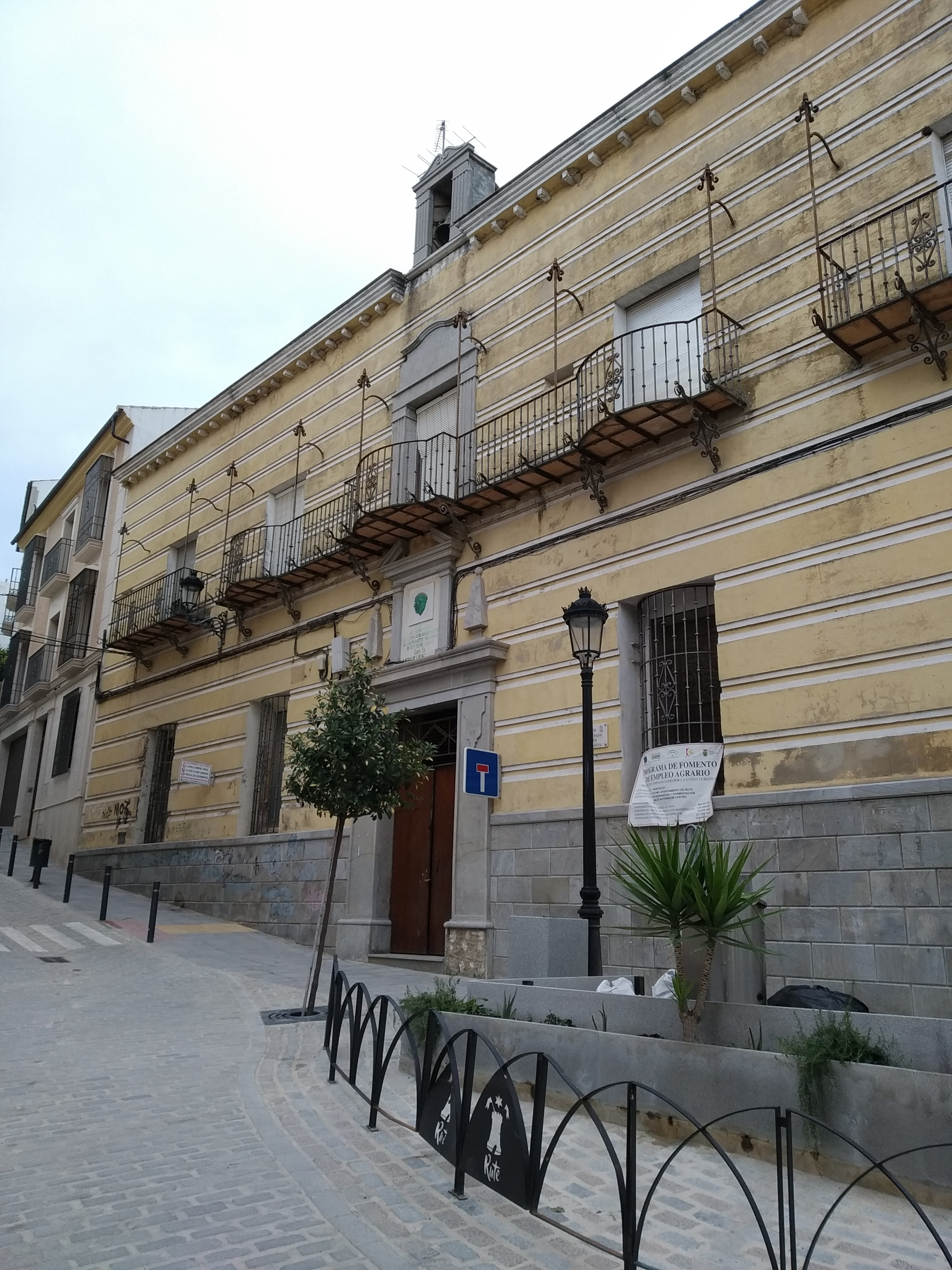
Hospital de Alfonso de Castro

El siglo XVIII fue de bonanza relativa para Rute. Las buenas cosechas permitieron al pósito prestar grano a municipios limítrofes, generando un ingreso extra para las arcas municipales. El estado saneado de la economía local también tuvo reflejo en la renovación de los templos religiosos, si bien de manera forzada por las circunstancias. La Parroquia de Santa Catalina, que quedó muy afectada por el terremoto de Lisboa de 1761, que llegó a sentirse en esta zona de Andalucía, fue reconstruida completamente, inaugurándose el actual templo en 1784. Del mismo modo, en 1731 se acometió una ampliación notable de la Ermita de la Virgen de la Cabeza, permitiendo el traslado de una comunidad franciscana en 1736 que hasta entonces había estado en el Paraje de La Hoz. Además, se contrataron renombrados artistas para la creación de retablos y pinturas en las ermitas de la Virgen del Carmen, San Pedro, San Sebastián y la Vera Cruz.

### Edad Contemporánea
Como el resto de España, Rute vivió intensamente los avatares propios de la Guerra de Independencia, con la participación directa de varios centenares de vecinos en las luchas contra los invasores franceses, así como las luchas entre tradicionalistas y liberales que se prolongaron durante el primer tercio del siglo XIX. Rute contó con sus propias unidades de la Milicia Nacional (liberales) y los Voluntarios Realistas (tradicionalistas). Durante la Primera Guerra Carlista (1833-1840), la alcaldía de Rute se mantuvo en manos liberales, partidarias de Isabel II, pero se conoce la presencia de una importante facción carlista que se mantuvo activa durante la mayor parte de la guerra. La localidad sufrió, además, las consecuencias de una epidemia de cólera en 1834.
A partir del segundo tercio del XIX, Rute estuvo marcado por un sostenido crecimiento demográfico gracias al desarrollo de la industria olivarera y de la producción de anís, conocida en la villa desde mediados del siglo XVII y que llegó a contar con varias decenas de destilerías que exportaban al resto de España e incluso a América. Junto al resto de la Andalucía central, Rute no fue ajena al fenómeno del bandolerismo, exacerbado por la creación de grandes latifundios tras la Desamortización de Mendizábal (1837) y el consiguiente desempleo de enormes masas de braceros. A pesar de que en el municipio predominó el minifundismo, fueron numerosas las partidas de bandoleros que merodearon por la Sierra de Rute, como las de "El Niño de Rute", Pepe "el Portugués" y Melgares.
Rute, junto a otros pueblos del Sur de Córdoba, conoció el auge del anarquismo como movimiento político y social muy extendido entre los trabajadores del campo, existiendo varios ateneos libertarios y secciones locales de la CNT. El otro gran movimiento proletario en Rute fue el socialismo, especialmente tras la creación de una sección local del PSOE en 1913. Por contra, el comunismo tuvo apenas arraigo en la localidad.
El "hecho social", agravado en el sur de Córdoba por las altas tasas de desempleo que generaba una economía estacionaria como la olivarera y la del anís, marcó las últimas décadas del siglo XIX y las primeras del XX, con frecuentes huelgas de braceros, que también llegaron a las fábricas de anís, en demanda de mejores condiciones laborales y aumentos salariales. Debido a las frecuentes huelgas, los terratenientes y los dueños de destilerías accedieron tímidamente a algunas de las demandas de los obreros y campesinos, si bien nunca procuraron crear una economía local que superara la estacionalidad y diera trabajo todo el año. Así, el desempleo, la pobreza y el hambre fueron constantes en las clases menesterosas de Rute durante buena parte de los ss. XIX y XX. En relación con estas necesidades sociales, se crearon centros asistenciales. En 1878, el alcalde Juan Crisóstomo Mangas creó un asilo de ancianos, al que posteriormente se sumarían algunos centros más a lo largo de las décadas siguientes. En el mismo contexto de penurias económicas, destacó la labor del médico malagueño Francisco Salto, conocido en Rute por atender a los más pobres sin coste alguno.

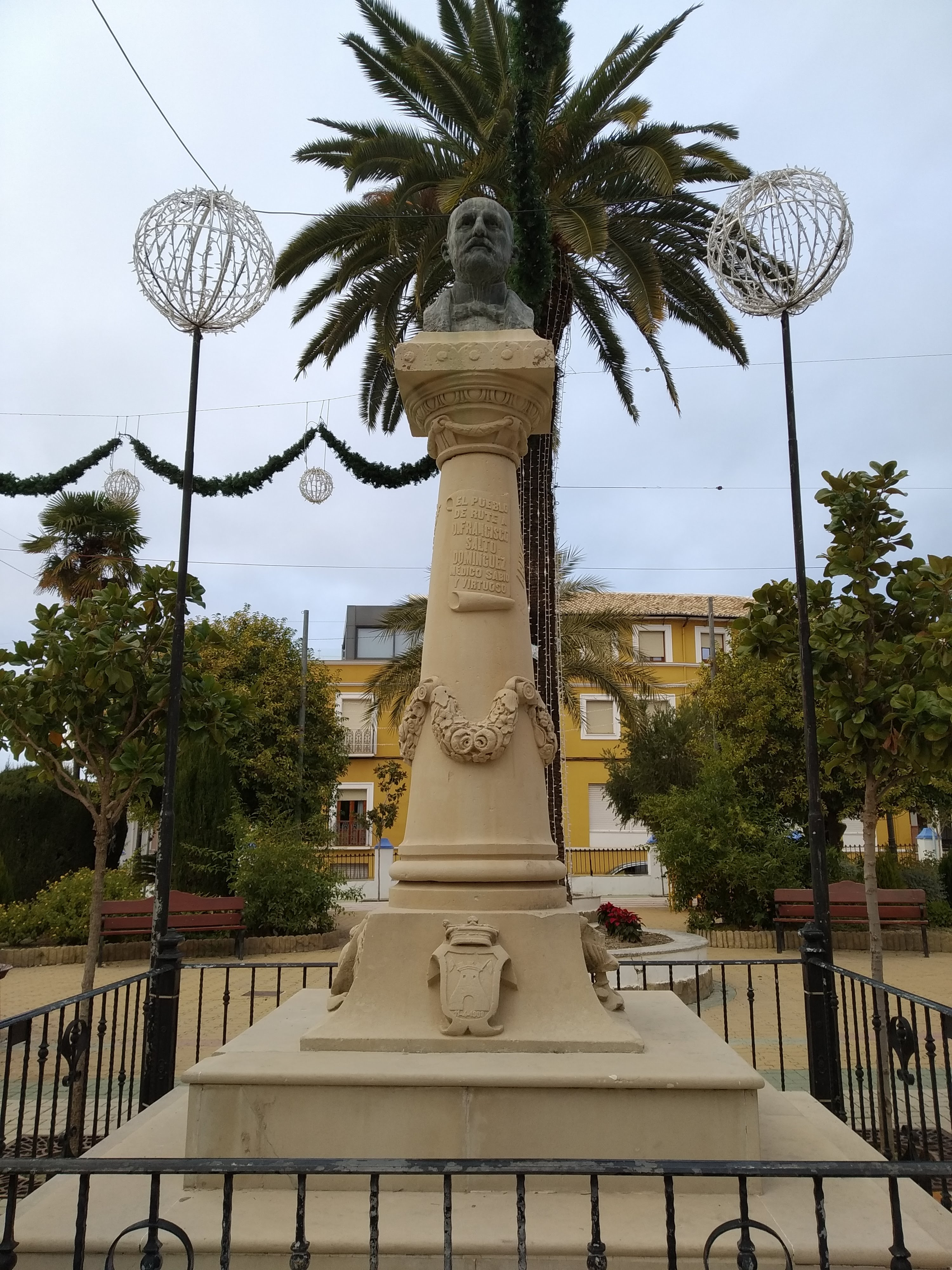
Monumento dedicado al médico Francisco Salto (1845-1907), en el paseo homónimo.

En paralelo a la precaria situación económica de buena parte de la población, las rentas agrarias y la actividad industrial que giraba alrededor del anís fue creando una incipiente burguesía local que demandaba mayores servicios en un Rute que contaba ya con más de 11.000 almas a finales del s. XIX. Las familias vinculadas a estas actividades levantaron viviendas nobles de estilo regionalista que embellecieron algunas de las calles principales de Rute, como las de Toledo y el Pilar. Las posibilidades que empezaba a brindar Rute atrajo a varias familias de comerciantes valencianos que establecieron negocios tales como heladerías, mercerías e incluso una imprenta. El ocio también formaba parte de las demandas de la emergente burguesía, así como de la población en general. A principios del s. XX, Rute llegó a contar con dos teatros (Teatro Benavente y Teatro de Verano) y el Cine Pascualini.
Fue también muy destacado el aumento demográfico del Barribarto, debido al crecimiento natural de la población y a la instalación de numerosas familias atraídas por las posibilidades de empleo que ofrecían las fábricas de anisados, instaladas principalmente en la parte alta de Rute. Para dar atención a las necesidades de esta parte de Rute se crearon grupos escolares y se erigió la Parroquia de San Francisco en 1889 en el templo donde se custodiaba una imagen de la Virgen de la Cabeza.
En lo político, Rute formaba parte de la circunscripción electoral de Priego de Córdoba, disputada entre conservadores y liberales, que se fueron alternando en la representación en Cortes a partir de su creación en 1846 y hasta su disolución con el inicio de la guerra en julio de 1936. Esta dependencia tuvo reflejo en el gran predicamento de Niceto Alcalá Zamora, la gran figura política prieguense, entre los liberales de Rute.
El llamado "trienio bolchevista" (1918-1920), época de enorme tensión social con la sucesión de huelgas, enfrentamientos entre campesinos y fuerzas de orden público, y asesinatos, tuvo también su impacto en Rute, con la creación de agrupaciones anarquistas y socialistas, tres importantes huelgas de braceros, la proclamación del Estado de guerra en la provincia de Córdoba (mayo de 1919) y la clausura de centros obreros y detención de numerosos líderes anarquistas y socialistas.
Con la implantación de la dictadura de Miguel Primo de Rivera (1923-1930), a pesar de la intensa represión del anarquismo, se relajó un tanto la tensión social debido a la colaboración del PSOE y la UGT con la dictadura y a la política de obras públicas de esta, lo que procuró empleo a no pocos braceros y obreros en paro. Sin embargo, la Agrupación Agrícola de Rute se dio de baja de la UGT en septiembre de 1925 en protesta por la colaboración del sindicato con la dictadura.

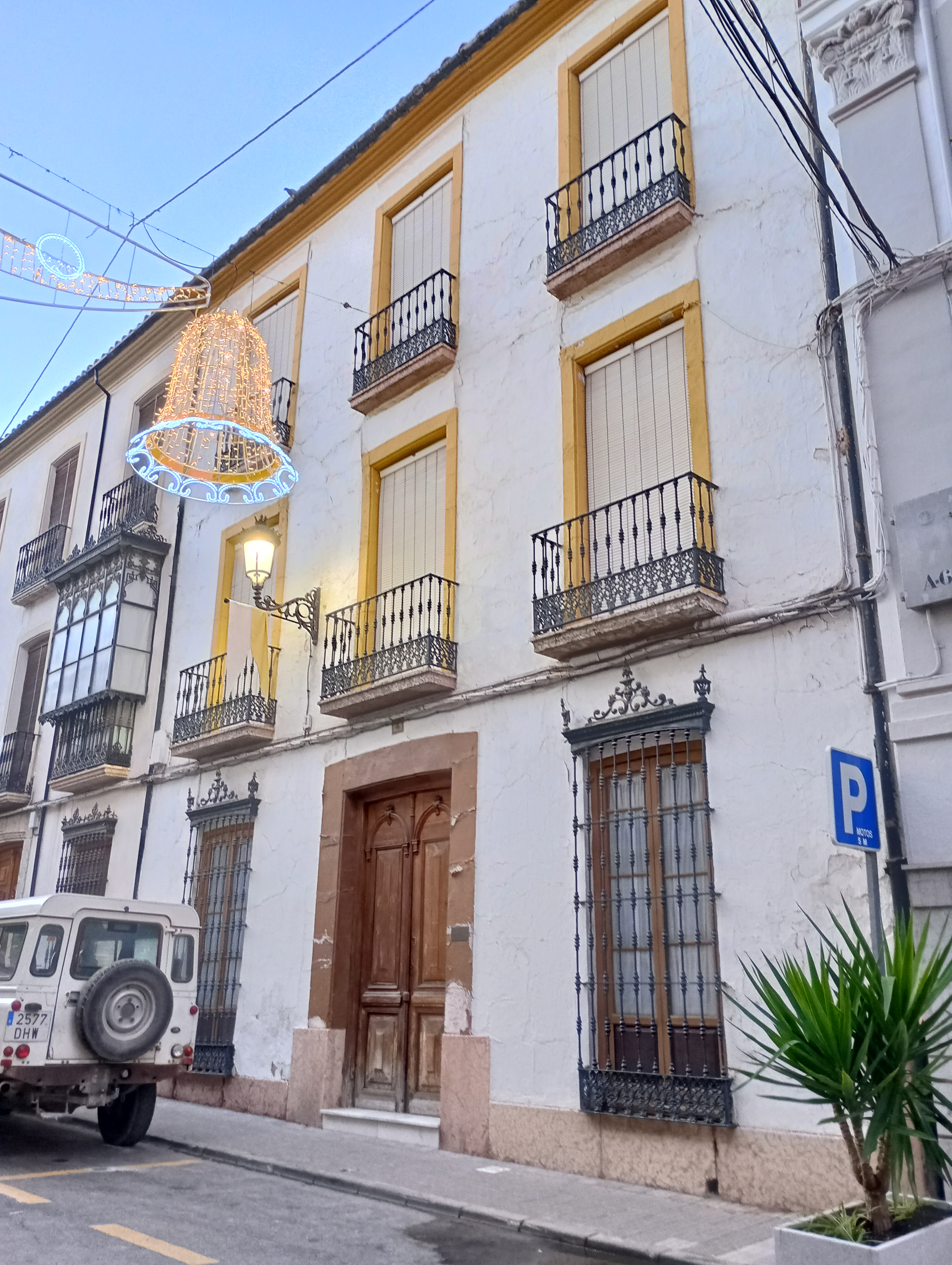
N.º 4 de la calle Toledo, donde se alojó Rafael Alberti.

Como en el resto de España, a pesar de la falta de libertades políticas, en Rute se mejoraron las infraestructuras y se crearon varios centros escolares. La figura dominante de este período a nivel local fue el alcalde Manuel Écija Villén (1924-1930), perteneciente a una de las familias más poderosas de Rute y miembro de la Unión Patriótica, el partido creado por Miguel Primo de Rivera para dar articular en lo político su dictadura. El gobierno municipal primorriverista, dominado por las grandes familias terratenientes, logró de la Santa Sede la proclamación como patrona de Rute de la Virgen del Carmen el 13 de febrero de 1924. La oposición de los muchos devotos de la Virgen de la Cabeza se hizo sentir desde el primer momento, y sigue vigente un siglo más tarde.
En esos años, Rafael Alberti, entonces un poeta de 24 años del Puerto de Santa María, pasó los inviernos de 1924 y 1925 en Rute, en el número 4 de la calle Toledo, donde vivía su hermana María, casada con el notario del pueblo, Ignacio Docavo, y donde también pasó largas temporadas su madre, María Merello. Alberti llegó a Rute buscando un clima sano, seco y frío, para reponerse de una serie de afecciones. La realidad social del Rute de la época dejó huella en buena parte de la producción del poeta durante sus meses de estancia en el pueblo. Aquí se carteó con su gran amigo Federico García Lorca, y con maestros como Juan Ramón Jiménez. También compuso el poemario El alba del alhelí y se inspiró para escribir la obra de teatro El adefesio. Además, en Rute recibió la noticia de que había sido galardonado con el Premio Nacional de Poesía de 1924 por su obra Marinero en tierra. Años más tarde, Alberti recordaría su estancia en Rute en La arboleda perdida, además de publicar sus las cartas y poemas escritos en la localidad cordobesa en Cuaderno de Rute (1972). 

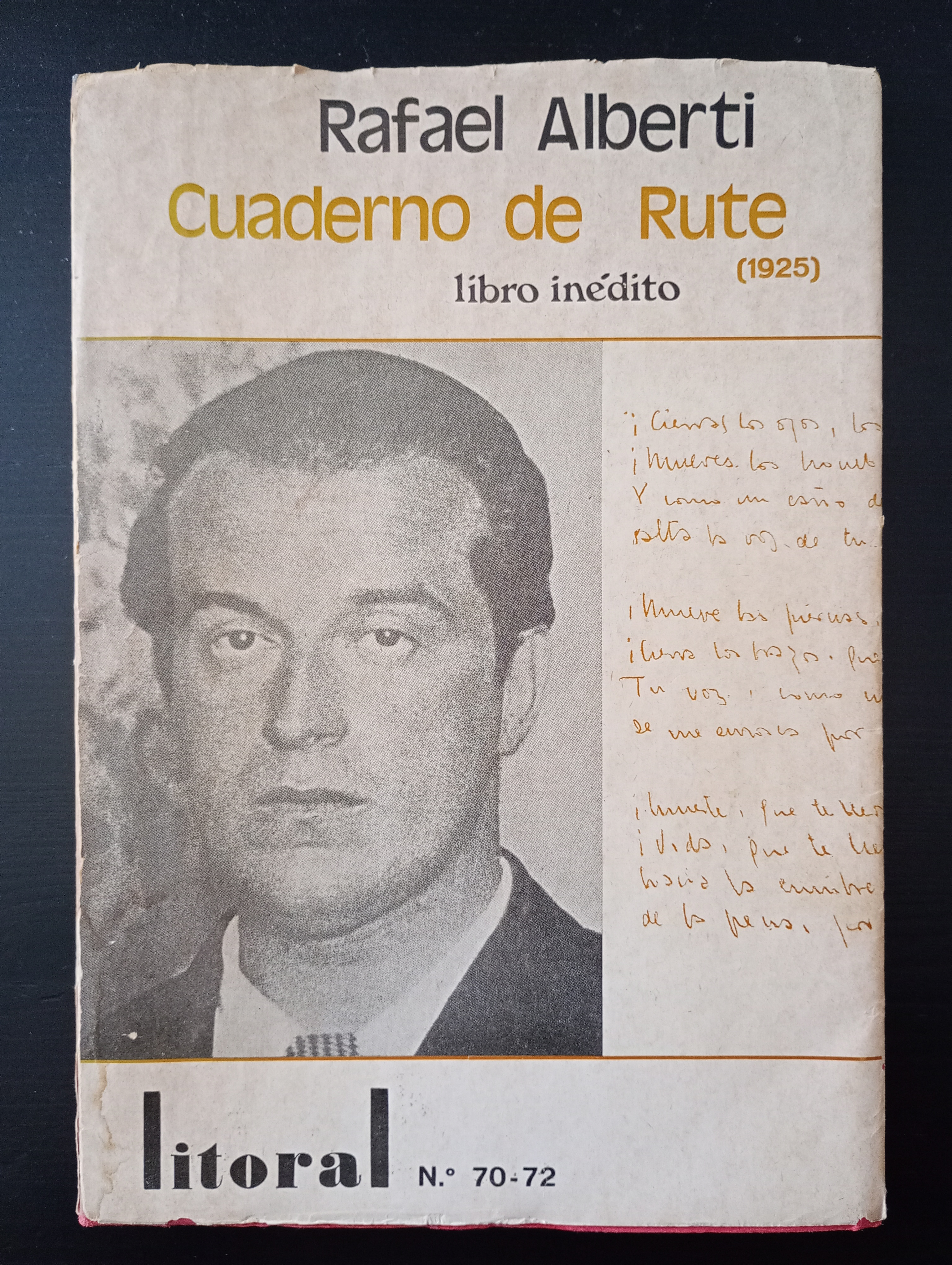
"Cuaderno de Rute", de Rafael Alberti, publicado en 1972.

Durante la Segunda República (1931-1936), la clase dirigente de Rute se hallaba dividida entre conservadores y liberales (estos partidarios de Niceto Alcalá-Zamora), mientras las clases trabajadoras se ven atraídas principalmente por los ideales anarquistas y socialistas. Las elecciones municipales del 12 de abril de 1931 resultaron en una mayoría republicana, si bien con una importante minoría monárquica. La perpetuación del problema del desempleo generó en un estado de tensión permanente entre los campesinos, los terratenientes y las fuerzas de orden público, con la sucesión de huelgas, ocupaciones del Ayuntamiento, y la consiguiente represión por parte de la Guardia Civil, que habitualmente acabó causando algunos muertos. El "alojamiento", por el que el Ayuntamiento establecía que los terratenientes debían dar trabajo a todos los braceros del municipio independientemente de las necesidades de mano de obra, fue una fuente constante de conflictos, por la negativa de aquellos a acatarlo. Destacó la proclamación del Estado de guerra en la provincia de Córdoba (12 de mayo de 1931) y los enfrentamientos del 4 de septiembre de 1931, cuando con motivo de una huelga durante la que los manifestantes ocuparon el Ayuntamiento, se produjeron graves disturbios entre los huelguistas y la Guardia Civil.

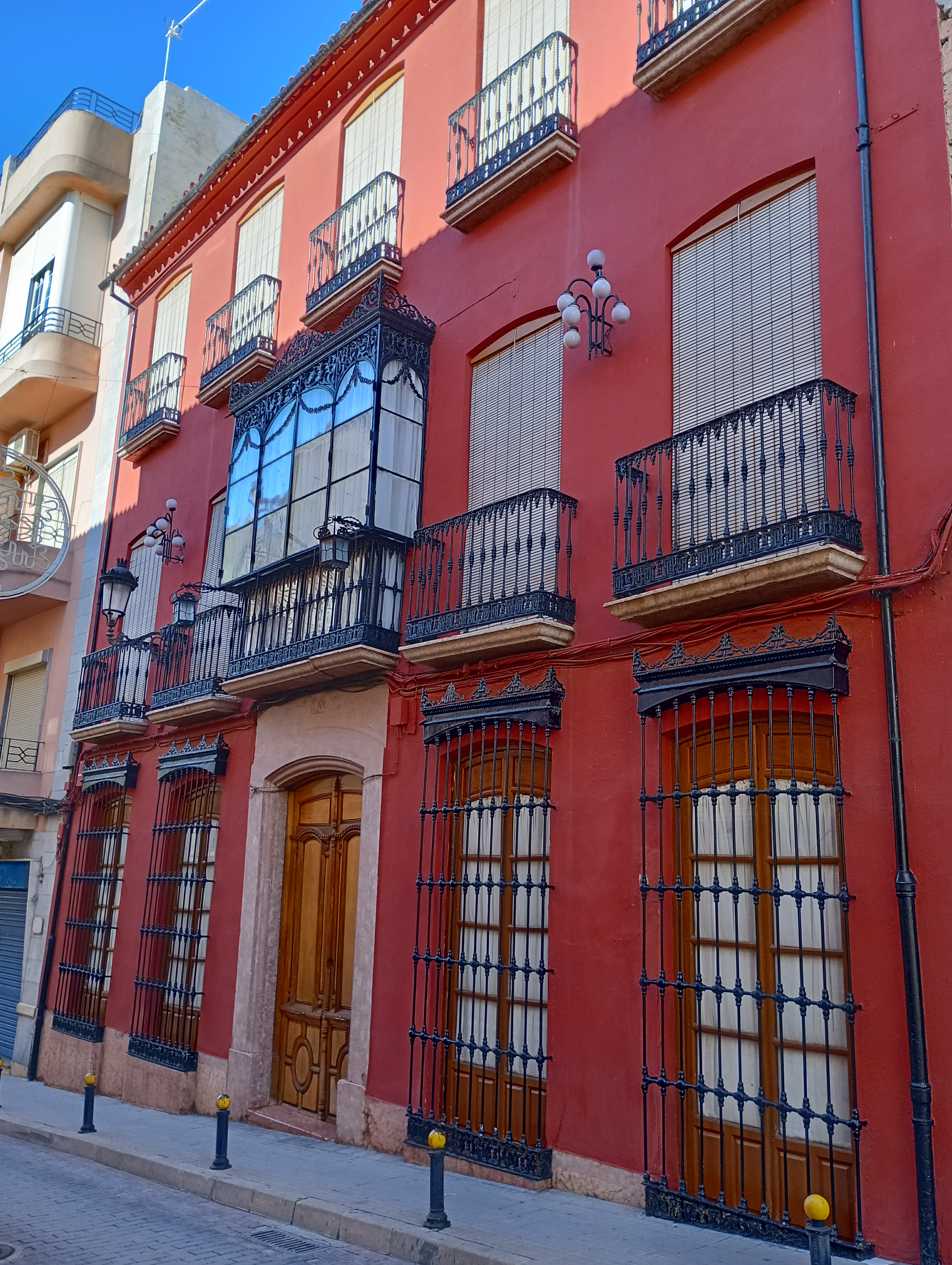
Casona noble de la calle del Pilar.

Por su parte, los sectores más conservadores de la localidad, representados fundamentalmente por las grandes familias propietarias de la tierra y por algunos destacados productores de anís, participaron en los movimientos políticos que abogaban por dar un giro a la derecha al régimen republicano, cuando no acabar con él. Con motivo de la sanjurjada (10 de agosto de 1932), las autoridades detuvieron al antiguo alcalde Manuel Écija Villén, acusado de haber participado en la sublevación para derrocar a la República.

En lo político, Rute no dispuso de una mayoría clara durante el período republicano. A la victoria republicana nicetista del 12 de abril de 1931, siguió la victoria del PSOE en las elecciones a cortes constituyentes en diciembre de dicho año, y la victoria de la CEDA en las elecciones generales de noviembre de 1933. En febrero de 1936, el Frente Popular venció en Rute, siendo su principal gobernante Francisco Rafael Vinuesa Gutiérrez y cuyo ayuntamiento, que seguía en manos nicetistas, fue disuelto por orden gubernativa y substituido por una gestora presidida por el socialista Leoncio Rodríguez Mangas, un alcalde que demostró un perfil muy poco proclive al entendimiento. Como en el resto de España, la primavera de 1936 fue de una gran tensión. El alcalde ordenó el arresto de varios propietarios de tierras por negarse a emplear a más braceros, multó a un párroco por sacar a la calle el viático camino de una extrema unción, y ejecutó la clausura por orden del Gobierno del Círculo Alcalá Zamora. Sus excesos verbales le valieron, además, ser procesado por la Audiencia de Córdoba por injurias proferidas contra el gobernador civil de la provincia.

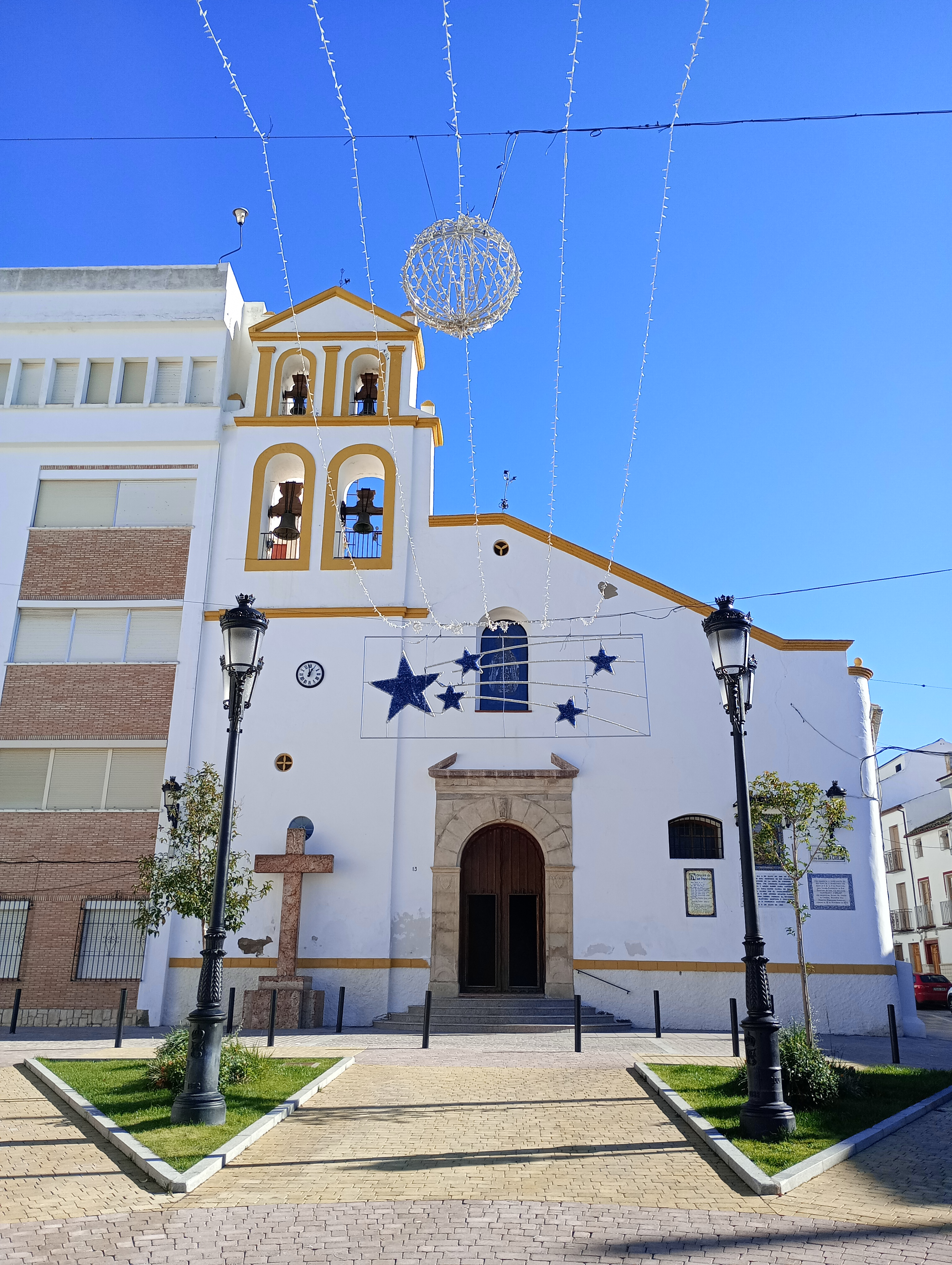
Parroquia de San Francisco, hogar de la Virgen de la Cabeza en Rute.

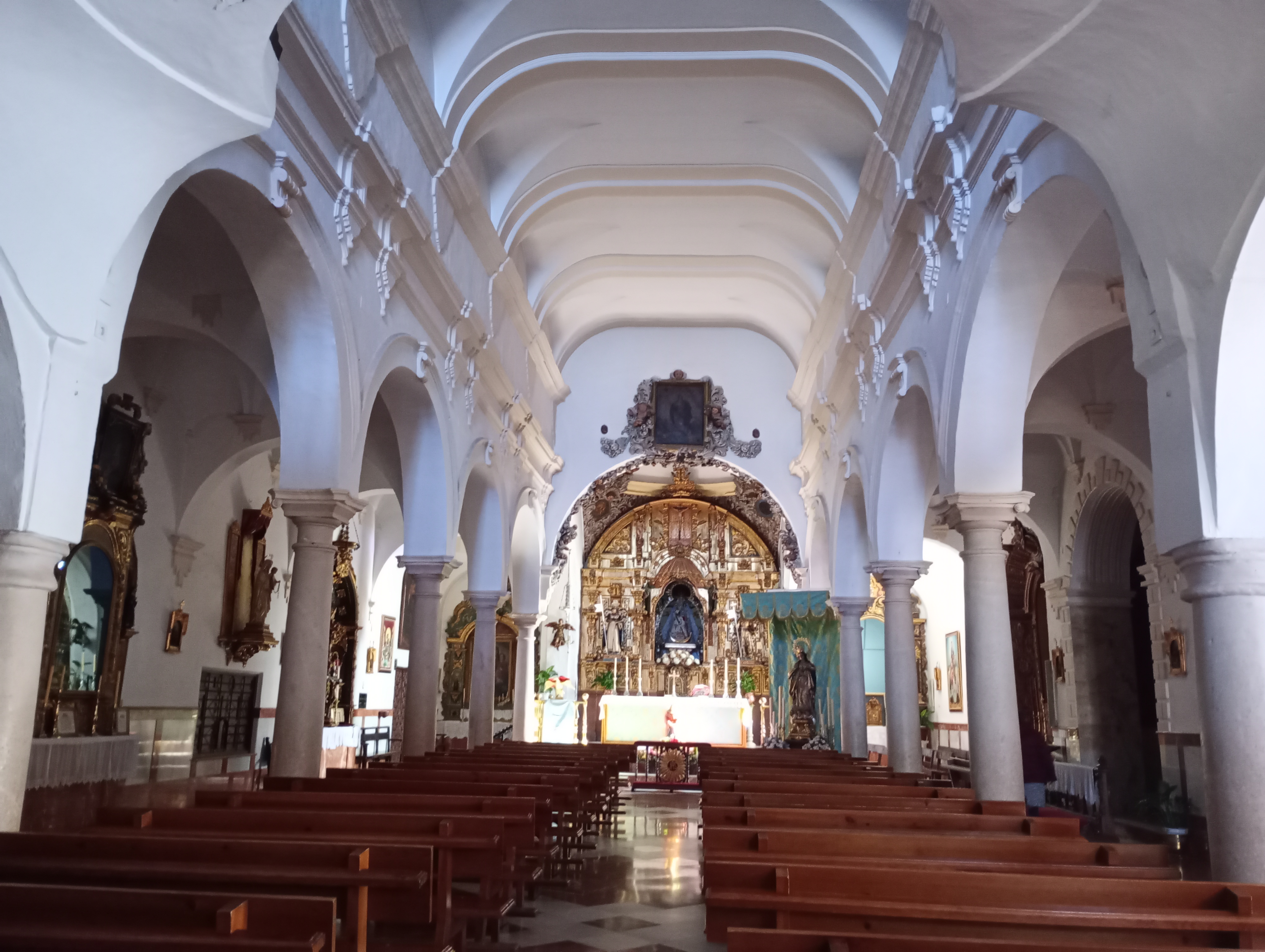
Interior de la Parroquia de San Francisco, con Nuestra Señora de la Cabeza al fondo.

La sublevación del 17 y 18 de julio de 1936 triunfó rápidamente en Rute debido a la adhesión a la misma del teniente Basilio Osado Labrador, comandante del puesto local de la Guardia Civil, y al concurso de fuerzas de Falange y el requeté implicadas en el golpe, financiadas por Antonio Padilla Jiménez ("El Sordo Padilla") y otros terratenientes e industriales locales. También fue un factor determinante la postura, esta vez conciliadora, del alcalde Rodríguez Mangas, que convenció a las masas de obreros y campesinos que se movilizaron contra el golpe para que regresaran a sus casas. Tras algunos enfrentamientos entre partidarios y detractores de la sublevación, en apenas una semana los sublevados se hacían con el control de Rute, donde el 28 de julio de 1936 quedó establecida una gestora municipal, encargada de poner los recursos de la localidad al servicio de las fuerzas golpistas, lo que incluía la recluta de jóvenes ruteños para el llamado "bando nacional".
En Rute, por tanto, apenas hubo guerra, pero sí mucha represión, injustificada e indiscriminada. Durante las primeras horas del golpe, los concejales socialistas fueron detenidos y posteriormente fusilados en las cercanías del pueblo. Presumiblemente, sus cuerpos siguen enterrados en una finca llamada Los Llanos de Luna, propiedad del "Sordo Padilla". El historiador Arcángel Bedmar calcula que, durante la guerra civil, las autoridades sublevadas fusilaron a 45 personas en Rute, fundamentalmente por haber sido miembros de agrupaciones de signo obrerista, principalmente anarquista y socialista, pero también republicano liberal. Por otra parte, se calcula que 14 jóvenes de Rute murieron combatiendo en las filas sublevadas, y tres sacerdotes de la localidad fueron asesinados por milicianos de izquierdas en otros puntos de Andalucía.
Tras la victoria definitiva de Franco en abril de 1939, la posguerra en Rute siguió la tónica general del resto de España: hambre, estraperlo, y represión política. Por ejemplo, en 1942, el Ayuntamiento, encabezado por el "Sordo Padilla", quiso nombrar a Basilio Osado Labrador hijo adoptivo de Rute, si bien el honor no se le concedió finalmente. Hay que destacar que contra Osado Labrador consta un juicio por violación, cuyo expediente se conserva en el Archivo Militar de Sevilla. Además, fue el principal responsable de las múltiples vejaciones a que fueron sometidas no pocas mujeres de "rojos", paseadas por el pueblo tras haber siglo obligadas a beber aceite de ricino, con el pelo rapado salvo un mechón, en el que se les colocaba un lacito rojo, para escarnio público. Como en otras comarcas rurales de España, en la zona del sur de Córdoba se dio una activa presencia del maquis, que no fue totalmente sofocada hasta inicios de la década de 1950.
A pesar de ello, el auge de la industria del anís, una buena parte de la cual había contribuido económicamente a la victoria del bando sublevado, llevó a un notable crecimiento demográfico de Rute, con la atracción de trabajadores de la comarca que elevaron la población local a cerca de 20 000 habitantes censados. Sin embargo, las estrecheces de la posguerra empujaron a miles de ruteños a la emigración, fundamentalmente a Cataluña, pero también a Madrid, Valencia y la isla de Ibiza. La sangría demográfica se prolongó durante prácticamente cuatro décadas, pasando de los 20 000 habitantes de 1940 a los 10.000 de 1980, debido a los factores de expulsión locales y a los de atracción que en forma de empleo y mejor sueldo ofrecieron las grandes ciudades españolas a partir de finales de la década de 1950. Cabe destacar que Rute no se ha recuperado demográficamente, no llegando hoy siquiera a los 10 000 habitantes.

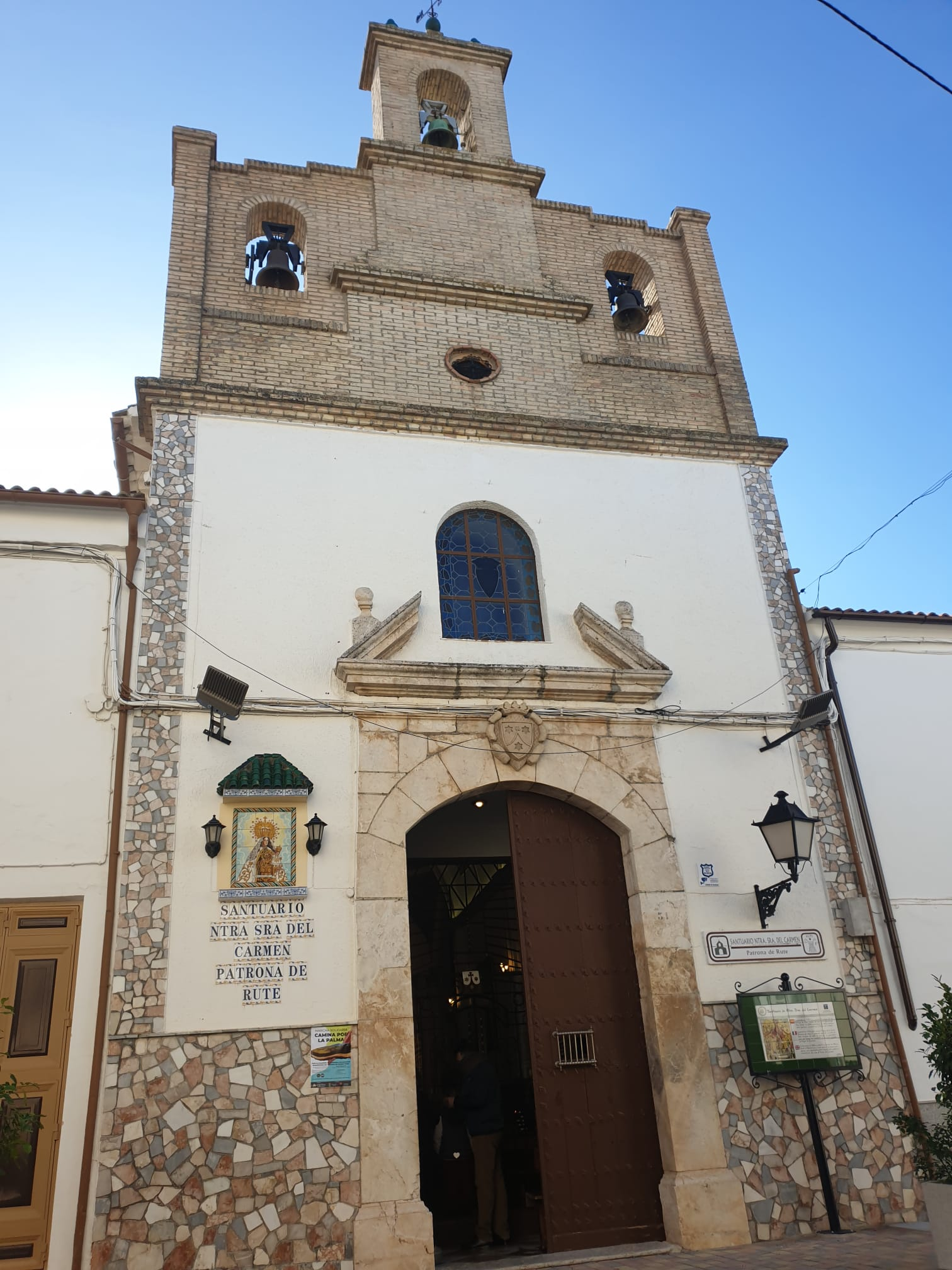
Santuario de Nuestra Señora del Carmen (fines del), patrona de Rute.

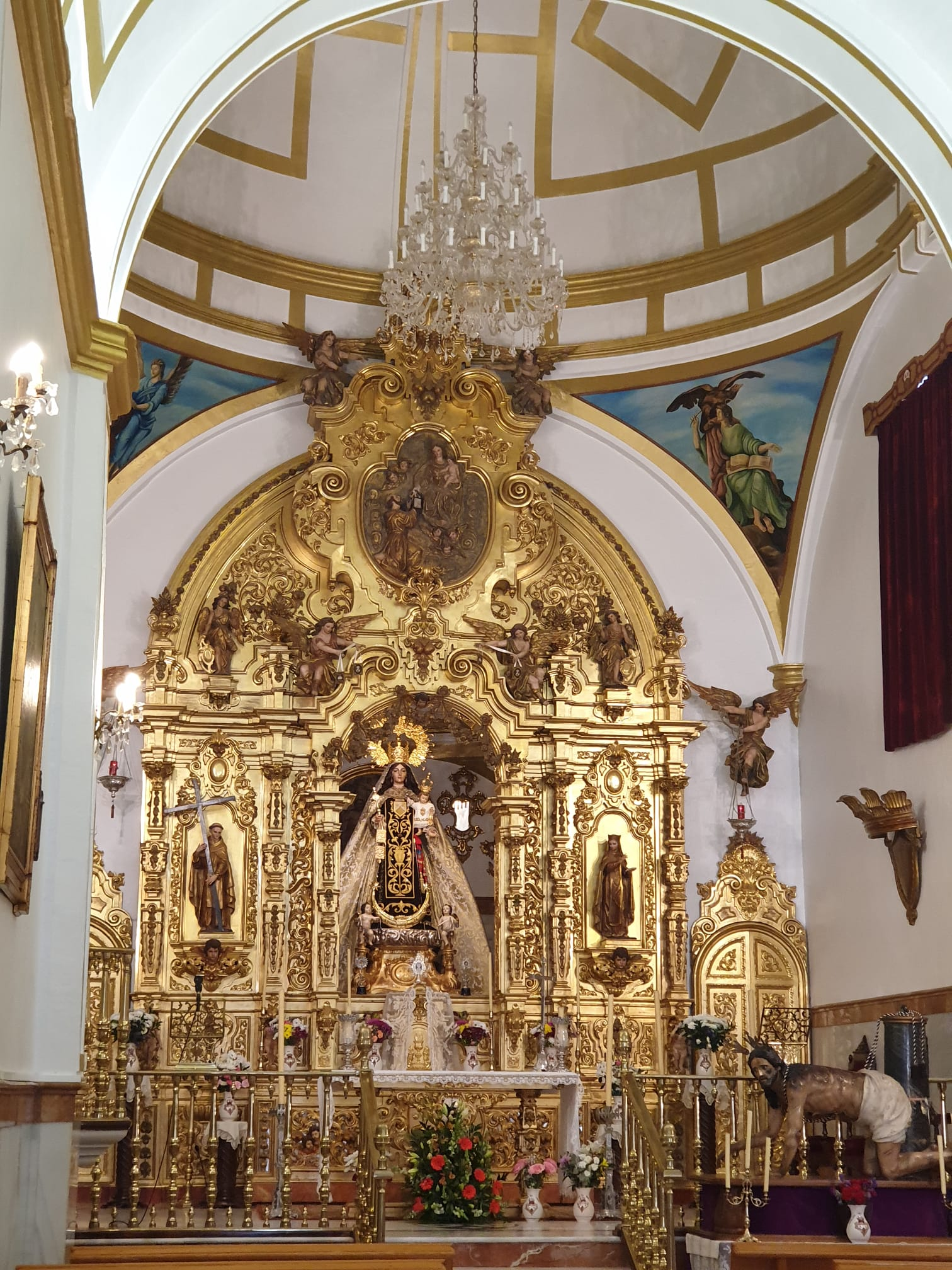
Retablo del Santuario de Nuestra Señora del Carmen.

La constante emigración a otras zonas de España se vio algo frenada coyunturalmente debido a la construcción del Embalse de Iznájar, que necesitó de numerosa mano de obra. Las obras empezaron en 1959 y finalizaron en 1969, cuando el 3 de junio de dicho año acudió Francisco Franco a inaugurar el que es el embalse de agua más grande de Andalucía, recibiendo las aguas del río Genil.
Tras la muerte de Franco (1975), tiempos de cambio llegaron a España, y también a Rute, donde en 1976 se llevó a cabo un homenaje literario a Rafael Alberti, figura hasta entonces incómoda por sus vínculos con el Partido Comunista y con la represión en la retaguardia republicana durante la Guerra Civil, y por su notoria oposición al régimen franquista.
En las últimas décadas, Rute ha destacado por la explotación turística de la industria alimentaria, con la creación de exposiciones dedicadas al azúcar, el chocolate, el jamón o el anís. Además, Rute ha sido objeto de cierta atención nacional e internacional gracias a la Fundación para la Defensa del Borrico (ADEBO), creada en 1989 y dedicada a la protección del asno, en peligro de extinción por no resultar de utilidad aparente, al haber sido desplazado de las tareas agrícolas por la maquinaria desde mediados del siglo XX. La intensa labor de promoción de su fundador, Pascual Rovira, ha logrado traer a Rute a personalidades como Camilo José Cela, Antonio Gala o la reina Sofía, entre otros muchos, para el apadrinamiento de borricos. Una visita muy célebre se produjo en julio de 1990, cuando Rafael Alberti regresó a Rute, tras 64 años de ausencia, para ser nombrado arriero de honor de ADEBO y apadrinar un rucio.

## Geografía
La villa de Rute se sitúa al suroeste de la provincia de Córdoba, en lo que podría considerarse como el "corazón" de Andalucía y del parque natural de las Sierras Subbéticas Cordobesas. La localidad se extiende en la falda de la Sierra que lleva su nombre y que forma parte, a su vez, del sector meridional del conjunto Horconera-Rute. Sus tierras limitan al norte con los términos municipales de Cabra y Carcabuey, al sur con Iznájar y Cuevas de San Marcos (Málaga), al este con Priego de Córdoba y al oeste con Lucena y Encinas Reales.

### Orografía
Formando parte del núcleo montañoso denominado Sierra de Rute y Horconera y presentando una orientación de su relieve NE-SW, desarrolla toda su extensión en el interior del término municipal de Rute, constituyendo los relieves más meridionales de la Subbética cordobesa.
De esta manera se incluye dentro del conjunto montañoso más escarpado y elevado de la provincia cordobesa, presentando alturas que superan los 1100 metros, como Sierra Alta (1326 m s. n. m.), la Sierra de Las Cruces (1270 m s. n. m.) y el Morrón de El Salvador (1170 m s. n. m.).

### Clima
El clima de Rute es propio de la comarca a la que pertenece, es decir, un clima templado de carácter mediterráneo interior, con cierta influencia atlántica. Así, mientras que los veranos son por lo general secos y calurosos (en julio se alcanzan las máximas temperaturas), los inviernos son fríos (en enero se registran las mínimas, que pueden incluso ser inferiores a los cero grados). La primavera y el otoño presentan temperaturas templadas, que oscilan entre los 10 y 20 grados.

### Aldeas
Rute, como villa que es, cuenta con varias aldeas repartidas por su término municipal:
- Zambra: enclavada en un paraje al lado del río Anzur, en la carretera hacia Lucena (A-331) a unos 9 kilómetros de Rute. Esta pedanía, la más destacada de la villa, se presenta en dos partes casi desconexas, se llaman "el Prado" y "el Barrio". Esta aldea tiene una ermita llamada Nuestra Señora de Gracia. En época romana fue municipio de derecho latino con el nombre de Cisimbrium.
- Nacimiento de Zambra: pequeño núcleo poblacional a la salida de Zambra, en la citada carretera (A-331) y en donde nace el río Anzur.
- Los Llanos de Don Juan: segunda aldea de importancia en Rute, a unos 13 kilómetros, se presenta en una larga recta en la carretera hacia Lucena (A-331). El diseño lineal de esta ladea está conformado por la calle José Antonio. Además, en los Llanos de Don Juan nos encontramos con una pequeña ermita llamada Nuestra Señora del CarmenErmita de San Pedro (s. XVI)

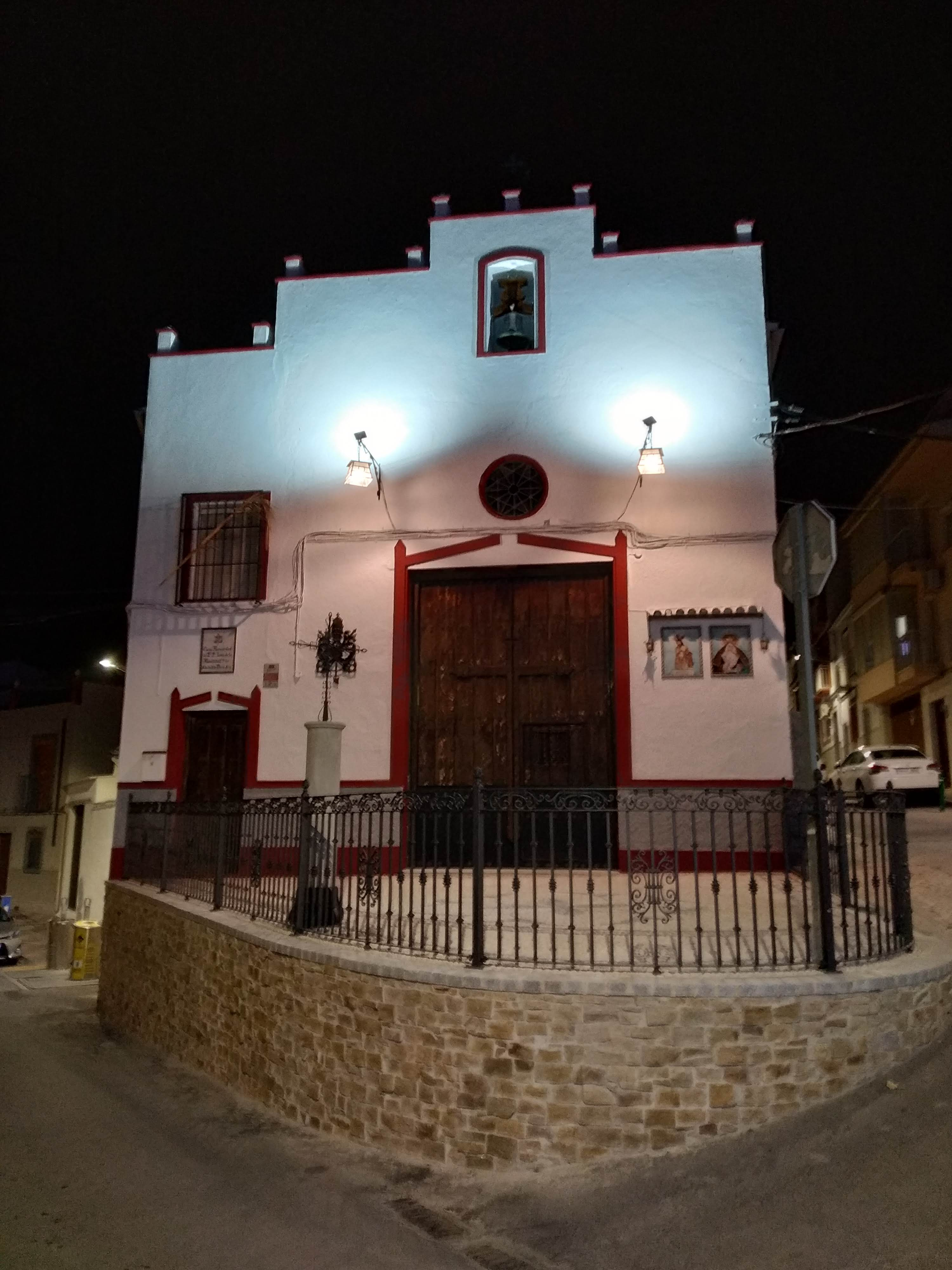
Ermita de San Pedro

- La Hoz: a poco más de 5 km de Rute en dirección a Iznájar se sitúa esta pequeña aldea, un enclave de gran belleza paisajística con parajes como el de "Garganta de la Hoz" o el conocido "Salsipuedes". Paraje natural y protegido. Rincón místico y misterioso y lugar de encuentro y oraciones marianas.
- Las Piedras y Palomares: se trata de dos pequeños núcleos de población muy próximos entre sí y situados a unos 6 km de Rute en dirección a Carcabuey. Palomares se localiza sobre un cerro de la sierra Horconera de Rute, llamado el Molehón chico. Además, tiene una diminuta ermita que sirve para celebrar la tradicional romería de San Isidro Labrador. Las Piedras, por su parte, es una de las aldeas más típicas, con sus casas pintadas de blanco y sus calles estrechas rodeadas de piedras que le dan nombre a la aldea.

## Naturaleza

### Flora
En lo que respecta a la vegetación, apreciamos una gradación altitudinal a lo largo de los casi 800 metros de desnivel que presenta:
- En su parte más baja encontramos un monocultivo del olivar generalizado (monocultivo que constituye un auténtico sustento económico para Rute) y que penetra a modo de dientes de sierra en el espacio ocupado por la vegetación natural o de monte propiamente dicho.
- A continuación, observamos la ubicación de una franja de bosque denso de pino carrasco procedente de repoblación.
- Finalmente, cuando la vigorosidad de la erosión, por la excesiva inclinación del terreno, dificulta el desarrollo del bosque de pinar, aparecen grupos de matorral bajo mediterráneo, que en las vertientes soleadas se encuentra dominado por especies como el romero, el esparto, la aulaga, tomillo, coscoja, matagallo o enebros, mientras que en la vertiente más umbría aparecen especies más exigentes en humedad y menor insolación como el quejigo, el majuelo, la cornicabra, la madreselva y esporádicos ejemplares de arces, madroños y ruscos. Junto a ellos el Allium reconditum, un endemismo cuyo nombre nos habla de su difícil localización.

### Fauna
- Desde el punto de vista faunístico existe una gran variedad de especies interesantes, como poblaciones de rapaces: búho real, cernícalo, águila perdicera, ratonero, azor, gavilán, mochuelo, lechuzas, destacando el halcón peregrino, símbolo del Parque de la Subbética y el Buitre Leonado, por ser de muy fácil localización en bandadas de 15 o 20 ejemplares.
- Entre los herbívoros podemos destacar el jabalí, tejones, liebres y conejos, hurones, jinetas y zorros.
- Destaca una numerosa comunidad de borricos alojados y mantenidos por la Asociación para la Defensa del Borrico (ADEBO), creada en 1993.

## Demografía
Rute cuenta con una población de 9765 habitantes (INE 2024).
| Gráfica de evolución demográfica de Rute entre 1842 y 2021 |
| |
| Población de derecho según los censos de población del INE Población de hecho según los censos de población del INEEntre el censo de 1860 y el anterior, disminuye el término del municipio porque independiza a Zambra Entre el censo de 1877 y el anterior, crece el término del municipio porque incorpora a Zambra |

## Economía

### Evolución de la deuda viva municipal
El concepto de deuda viva contempla sólo las deudas con cajas y bancos relativas a créditos financieros, valores de renta fija y préstamos o créditos transferidos a terceros, excluyéndose, por tanto, la deuda comercial.
| Gráfica de evolución de la deuda viva del Ayuntamiento de Rute entre 2008 y 2023                |
|                                                                                                 |
| Deuda viva del Ayuntamiento de Rute, en miles de euros, según datos del Ministerio de Hacienda. |

## Administración y política
La corporación municipal de Rute consta de 13 concejales. Los resultados en Rute de las últimas elecciones municipales, celebradas el 28 de mayo de 2023, son:
| Partido político | Partido político                         | Votos | Votos   | Concejales |
| ---------------- | ---------------------------------------- | ----- | ------- | ---------- |
|                  | Partido Popular (PP)                     | 2434  | 45,87 % | 7          |
|                  | Partido Socialista Obrero Español (PSOE) | 2048  | 38,59 % | 5          |
|                  | Izquierda Unida (IU)                     | 653   | 12,30 % | 1          |

## Educación
El municipio dispone de los siguientes centros educativos:
- Centro Docente Privado "Bambi".
- Centro Docente Privado "Arco Iris".
- Centro de Educación Infantil y Primaria "Fuente del Moral".
- Centro de Educación Infantil y Primaria "Ruperto Fernández Tenllado".
- Centro de Educación Infantil y Primaria "Los Pinos".
- Escuela Hogar "Juan de Dios Jiménez".
- Instituto de Educación Secundaria "Nuevo Scala".
- Centro de Educación Permanente "Maestro Antonio Écija".
- Colegio Público Rural “Blas Infante” (Llanos de Don Juan)

## Patrimonio artístico y monumental

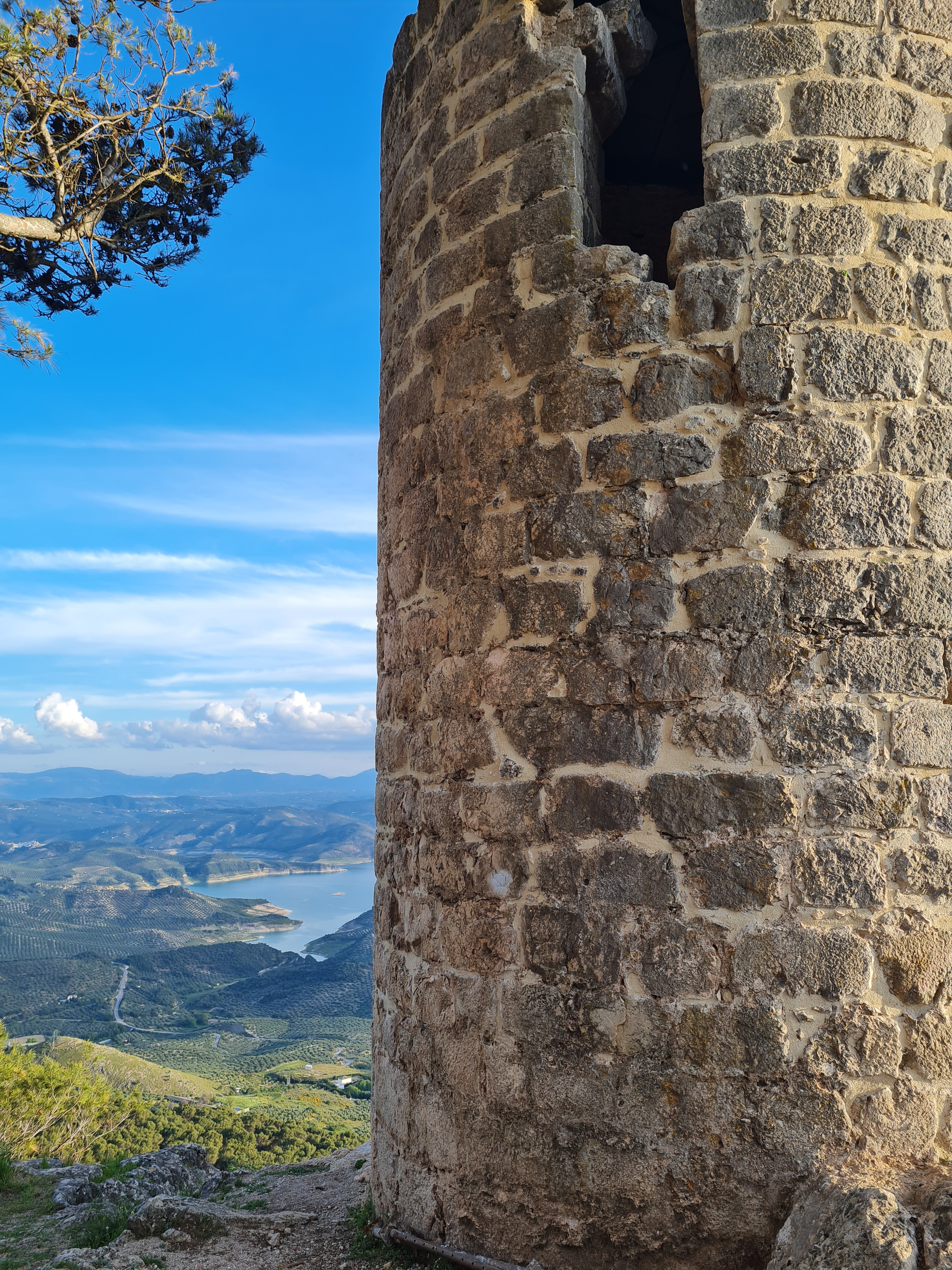
Torre del Canuto, ubicada en la cima del cerro Hacho, a unos 1000 metros de altura. En el fondo se observa el embalse de Iznájar.

El municipio de Rute dispone de dos elementos patrimoniales catalogados como Bien de Interés Cultural (BIC), además de un destacado patrimonio religioso:
- Muralla de Rute el Viejo (BIC)
- Castillo de Zambra (BIC)
- Rute el Viejo
- Torre del Canuto
- Parroquia de Santa Catalina Mártir
- Parroquia de San Francisco de Asís
- Parroquia de Nuestra Señora de Gracia (Zambra)
- Santuario de Ntra. Señora del Carmen, Patrona de Rute
- Ermita de San Sebastián
- Ermita de San Pedro
- Ermita de la Vera Cruz
- Ermita de San Isidro (Las Piedras-Palomares)

## Museos

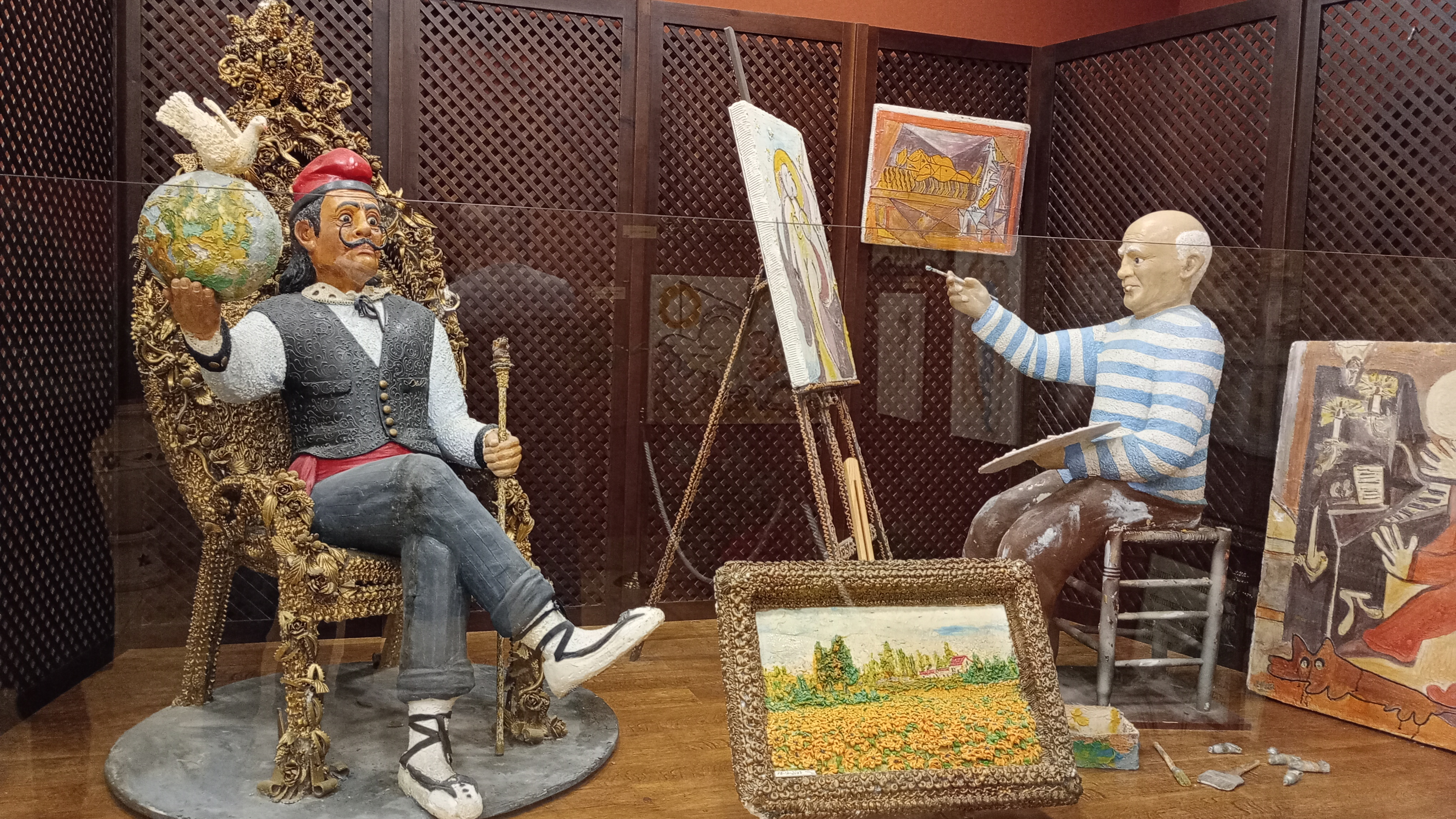
Figuras de Dalí y Picasso expuestas en el Museo del Azúcar.

Rute dispone de una serie de espacios expositivos dedicados a los productos más típicos de su gastronomía local:
- Belén de Chocolate
- Casa Museo del Jamón
- Destilería Museo de Anís Machaquito
- Museo del Azúcar
- Museo Artesanal del Turrón, Mantecado y Mazapán
- Museo del Anís
- Museo de la Chacina

## Fiestas
- San Marcos. Se celebra el 25 de abril, siendo tradicional salir al campo a comer y regalar dulces a los niños.
- Cruces de Mayo
- Romería de San Isidro. Se celebra el 15 de mayo, con una romería hasta la Ermita de San Isidro de Las Piedras-Palomares.
- Fiesta en honor a la Virgen de la Cabeza. Se celebra el segundo domingo de mayo. Declaradas de Interés Turístico de Andalucía.
- Fiestas Patronales de Rute. Se celebran el 15 de agosto en honor de la Virgen del Carmen, Patrona de Rute.
- Feria Real. Se celebra el cuarto fin de semana de agosto.

## Teatro
Rute cuenta con un único teatro, al aire libre, y llamado Alcalde Pedro Flores. Está en proyecto la construcción de un teatro cubierto y multifuncional. Hay un edificio (ludoteca) en el cual se imparten clases de ballet y danza clásica, de música y se usa también para albergar diversas actividades y eventos del municipio.

## Gastronomía

### Dulces
En Rute hay la fabricación de dulces navideños, mantecados, hojaldres y piononos.

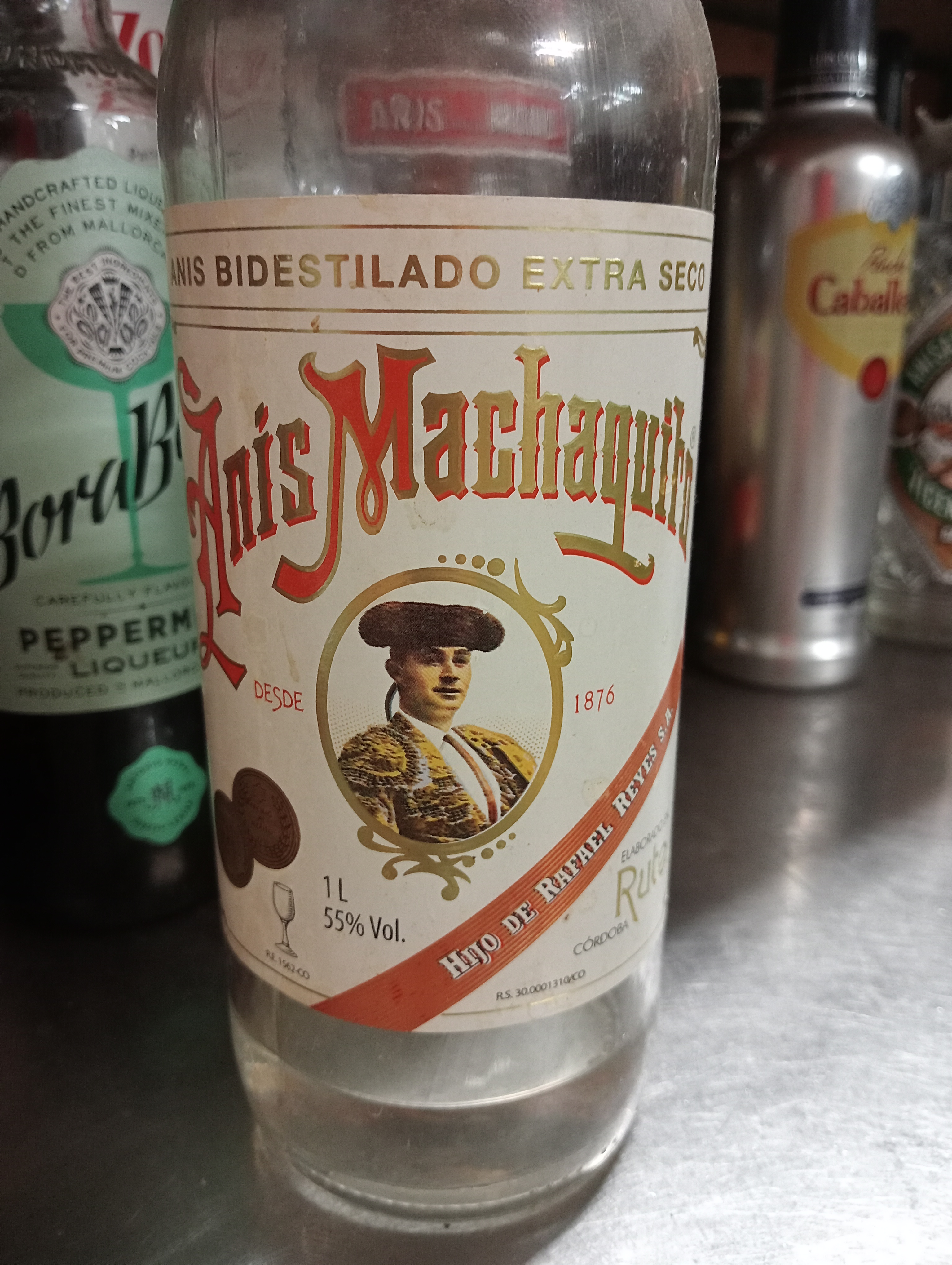
Anís Machaquito (1876), emblema de los anisados de Rute.

### Anisados y licores
Rute es un pueblo que recibe al viajero con el aroma de sus anisados, en este sentido las destilerías de Rute constituyen una tradición de gran solera, estando documentada su existencia desde mediados del siglo XVII. El anís o aguardiente, extra seco y dulce, elaborado en las destilerías de forma totalmente artesanal, es el producto más genuino de Rute. También se elaboran una gran variedad de exquisitos licores como pacharanes, licor de guindas, rosolí, que se pueden degustar en cualquiera de las destilerías ruteñas. Durante el primer tercio del siglo XX llegó a haber en Rute más de 60 destilerías, calculándose en más de 120 las fábricas de anisados que han existido a lo largo de su historia. Los cambios en el consumo de bebidas alcohólicas ha reducido notablemente el consumo de anís, y por tanto el número de marcas dedicadas a su producción. No obstante, el consumo de aguardiente anisado sigue siendo notable en buena parte de Andalucía y del resto de España. En la actualidad se mantienen cuatro destilerías de anís en Rute: Machaquito (1876), Raza (1876), Altamirano (1909) y la Flor del Fresno.

### Aceite de oliva
El aceite de oliva producido en Rute, junto a otros pueblos del Sur de Córdoba, pertenece a la Denominación de Origen (D.O.) Lucena. Además de varias explotaciones de carácter privado que producen un aceite de oliva de altísima calidad (Aceites La Muralla, Conde de Mirasol, etc.), existe la cooperativa "Almazaras de la Subbética" y la de San José S.C.A. "Oleollanos", en la aldea de Los Llanos.
La producción de aceite de oliva está documentada en Rute desde la Antigüedad, habiéndose hallado restos de una almazara romana en el embalse de Iznájar en 2017. El cultivo del olivo alcanzó un gran auge a lo largo del siglo XVIII, cuando fue substituyendo paulatinamente a la vid. Hoy en día, Rute se encuentra rodeado por un inmenso bosque de olivos, que producen aceite de oliva. En las numerosas almazaras existentes en Rute se puede adquirir el aceite de oliva virgen, recién extraído de la aceituna.

### Chacinas y jamones
En el siglo XVI ya hacía referencia Miguel de Cervantes a los jamones de Rute en su libro El Casamiento Engañoso: "...si la convalecencia la sufre, unas lonchas de jamón de Rute, nos harán la salva...".
Los aires frescos y secos provenientes de la Sierra de Rute, permiten una curación óptima de los jamones de Rute. También se elaboran una gran variedad de productos derivados del cerdo como puede ser la morcilla de seso, la morcilla negra o el relleno. Hay un museo de la chacina, en el cual se ha fabricado el salchichón más gordo del mundo. De 280 kilos de peso y de 5 metros de largo.